# Tlaxcala de Xicohténcatl
Tlaxcala (tla(k)sˈkalaⓘ) (del náhuatl: Tlaxkallan ‘Lugar de tortillas’), oficialmente llamada Tlaxcala de Xicohténcatl, es una ciudad mexicana, capital y sede de los poderes, secretarías y dependencias del estado de Tlaxcala, así como cabecera del municipio homónimo. En 2020, agrupó un total de 13 555 habitantes, siendo la capital estatal menos poblada del país, mientras que su área metropolitana conformada por 19 municipios registró 501 655 habitantes en el año 2010, lo que la convierte en la zona más grande y poblada de la región.
Tlaxcala fue fundada por Hernán Cortés  el 3 de octubre de 1525 sobre los asentamientos indígenas convergentes de la cabecera de la llamada República de Tlaxcala, alrededor fueron construidas sus nuevas casas de residencia conservando su gobierno indígena y sus tierras; se les concedió el poder de portar armas, montar caballos y anteponer el título de don a sus nombres.
La ciudad fue sede del primer obispado de la Nueva España, se le otorgó un escudo de armas y el título de Leal Ciudad, así, la ciudad se convirtió en el centro del poder socioeconómico, evangelizador y político de la provincia novohispana de Tlaxcala organizada como República de Indios, también a través de la colonización tlaxcalteca. El centro histórico de la ciudad forma parte del patrimonio histórico edificado por medio de una declaratoria publicada en el Diario Oficial de la Federación el 11 de abril de 1986 que lo define como Patrimonio de la nación.
La ciudad es reconocida por sus altos niveles de seguridad, tanto que, en el año 2015, fue nombrada Ciudad de la Paz por el Comité Internacional de la Bandera de la Paz que es un ONG-Asociado con el Departamento de Información Pública de las Naciones Unidas. La ciudad también destaca por ser una de las 5 ciudades más baratas para vivir dentro de las principales ciudades de México, además, la ciudad se ubica entre los primeros 10 municipios a nivel nacional con mayor índice de educación.
Doing Business del Banco Mundial proporciona una medición objetiva de las normas que regulan la actividad empresarial y su aplicación en 189 economías y ciudades seleccionadas en el ámbito subnacional y regional, entre las 32 ciudades analizadas en el año de 2016 en México, la ciudad de Tlaxcala se colocó en tercera posición en el rubro de facilidad de apertura de un negocio.
El nombre original en la época virreinal de la ciudad era «Santa María de la Nueva Tlaxcala», posteriormente el 10 de mayo de 1932 el gobernador del estado Adrián Vázquez Sánchez expidió el decreto número 121 por medio del cual, se renombró la ciudad bajo el nombre de Tlaxcala de Xicohténcatl. Como consecuencia de este decreto, un monumento a Xicohténcatl fue esculpido por Lorenzo Alvarado para instalarla en la Plaza de la Constitución.

## Toponimia
La palabra tlaxcala se deriva de la raíz primitiva Texkallan proveniente de los vocablos Texkalli, que quiere decir peñasco, y de la terminación -tlan = lugar, que juntas significan Lugar entre Peñascos. Posteriormente, por modificación fonética se le nombra Tlaxkallan, que significa Lugar de tortillas, derivada de la terminación de origen náhuatl tlaxkalli, que quiere decir tortilla, se elude la sílaba final -li por la locativa plural -tlan, formándose el vocal Tlaxkallan, donde la ll forma parte de dos sílabas distintas, tlaxkal-lan significando lugar de tortillas.
La letra 'x' en el nombre del municipio históricamente representaba el fonema /ʃ/ (una fricativa postalveolar sorda, el sonido de la 'sh' actual), sonido que era escrito como X en el español antiguo al momento de la colonización española y, después, en los alfabetos de lenguas indígenas de América codificados por los españoles durante la época virreinal. Debido a cambios fonéticos en el idioma, el fonema /ʃ/ pasó a pronunciarse como una fricativa velar sorda (representada como /x/ en el Alfabeto Fonético Internacional, el sonido de la actual 'j') al principio de una palabra y de forma intervocálica, mientras que pasó a pronunciarse como /s/ al final de una sílaba. De esta forma, Tlaxcala pasó de pronunciarse [tlaʃkala] a [tlaskala].
En 1815, se realizó una reforma ortográfica del idioma español establecida por la RAE, la cual promulgó que la letra 'x' pase a ser reemplazada por la letra 'j' en palabras que históricamente tenían el fonema /ʃ/ al principio de una palabra e intervocálicamente, dejando a la letra 'x' con la pronunciación actual /ks/. Sin embargo, varios topónimos mexicanos retuvieron la letra a pesar de la reforma (incluido el mismo nombre del país, México). Debido a esta situación, surgió la pronunciación [tlaks.kala] como una pronunciación ortográfica del topónimo.
En casos excepcionales, los topónimos que poseían el fonema /ʃ/ al inicio de la palabra transicionaron a /s/. De esta manera, el término Xicohténcatl pasa de ser pronunciado [ʃikotekantl] a [sikotekantl]. Un cambio similar sufrió la palabra Xochimilco, cuya pronunciación histórica fue [ʃotʃimilko].

## Símbolos

### Escudos heráldicos

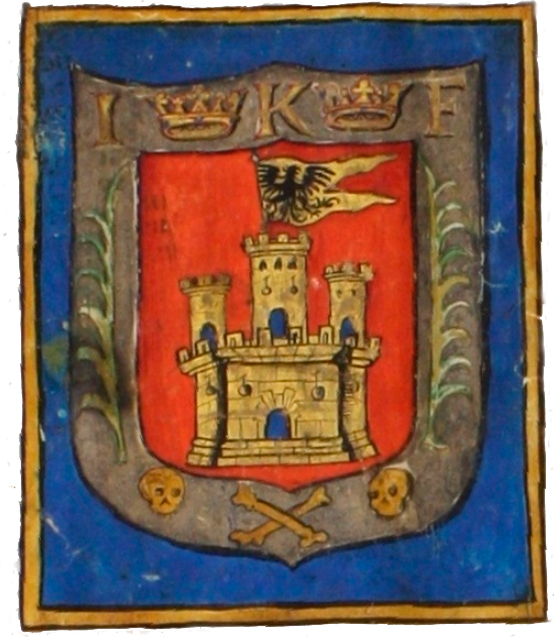
La ciudad de Tlaxcala fue la primera urbe indígena que recibió un escudo de armas y título de ciudad (1535).

Todo el territorio de la provincia de Tlaxcala estaba bajo el control de las cuatro principales cabeceras (Tizatlan, Ocotelulco, Quiahuixtlan y Tepeticpac) con cuatro Tlatoanis o señores gobernantes al frente de la República, Tlaxcallan jamás fue sometida por la Triple Alianza pero en 1519 sucumbió después de ser arrasada por los conquistadores españoles. La nobleza tlaxcalteca, en carácter de aliados, buscaron obtener privilegios ante la Corona española mediante pictografías, cartas y probanzas llevadas personalmente ante el rey de España, estos documentos describían su participación en varias campañas de conquista y su activa participación en suprimir la idolatría y divulgar la fe cristiana. La real provisión dada a la ciudad de Tlaxcala reconociéndola como civitas fue concedida por el rey Carlos I de España en el año de 1534.

... este día fue el primero que estos tlaxcaltecas sacaron su escudo de armas, que el emperador les dio cuando a este pueblo hizo ciudad; la cual merced todavía no se ha hecho con ningún otro de indios, sino con este, que lo merece bien, porque ayudaron mucho, cuando se ganó toda la tierra, a don Hernando Cortés por su Majestad; tenían dos banderas de esta ciudad y bandera del emperador con sus armas imperiales en medio, levantadas en una vara tan alta, que yo me maravillé adonde pudieron haber palo tan largo y tan delgado; estas banderas las tenían puestas encima del terrado de las casas del cabildo porque pareciesen más altas...

Fiestas de Corpus Chisti y San Juan celebradas en la ciudad de Tlaxcala en 1538

## Historia

### Cuna de la Nación
El eslogan, Cuna de la Nación, hace referencia a las capitulaciones firmadas el 14 de mayo de 1591 por el virrey Luis de Velasco y Castilla con la ciudad de Tlaxcala para el envío de cuatrocientas familias tlaxcaltecas a poblar en tierra Chichimeca, además, la ciudad tuvo una participación notable en el proceso de conquista y colonización de muchas otras fundaciones de la Nueva España y Filipinas.

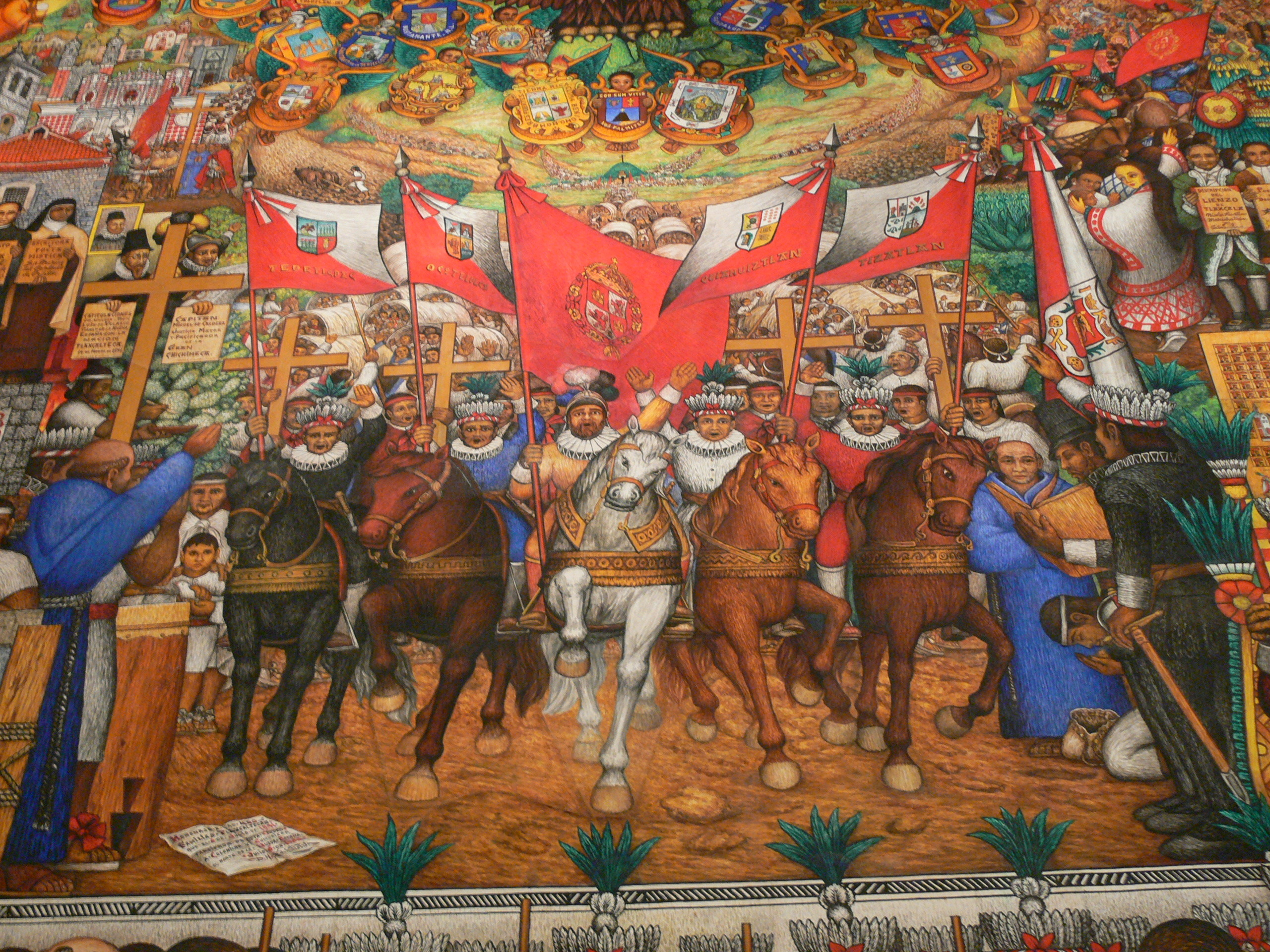
Pintura de la Diáspora Tlaxcalteca

...Que todos los indios que así fuesen de la dicha ciudad y provincia de Tlaxcala a poblar de nuevo con los dichos chichimecos sean ellos y sus descendientes perpetuamente hidalgos, libres de todo tributo, pecho, alcabala y servicio personal y en ningún tiempo ni por alguna razón se les pueda pedir ni llevar cosa alguna de esto.

Que donde hubieren de hacer sus asientos no les manden poblar juntamente con los españoles, sino distintos y de por sí, de suerte que sí pueblan cerca unos de otros, sea con distinción de barrio, y prohibición a los españoles que no puedan tomar ni comprar solares del barrio de los tlaxcaltecas.
Que el repartimiento que se hiciere para las poblazones de tierras sea apartado y distinto, de suerte que el de los tlaxcaltecas esté de por sí y el de los chichimecos por el consiguiente, y se señalen y se amojonen igualmente, de manera que en todo tiempo y para siempre las tierras, pastos, montes, ríos, pesquerías, salinas y molinos y otros géneros de haciendas estén señaladas a cada parte, sin que en ningún tiempo puedan los unos indios entrar en la pertenencia de los otros y en tierra de estancia ni en otra razón ni causa.
Que cinco leguas por lo menos de las poblaciones no se pueda hacer merced de estancia para ganado mayor.
Que no pueden entrar ganados menores a agostar en las tierras de pan de las dichas poblazones sin voluntad de los indios y sucesores.
Que las tierras y estancias que se le dieren y repartieren a los tlaxcaltecas, así para particulares como para su comunidad, no se las puedan quitar por despobladas.
Que los mercados que hicieren en las poblazones sean francos, libres de alcabala y de cualquiera género de imposición y sisa.
Que los indios, tlaxcaltecas y sucesores y descendientes, demás de ser hidalgos y libres de todo tributo, gocen las libertades, exenciones, privilegios que al presente gozan y para adelante gozare la dicha ciudad de Tlaxcala y se le concediere por los reyes de Castilla mis progenitores y sucesores.

Que los indios principales de la dicha ciudad que fueren a la dicha población y sus descendientes puedan tener y traer armas y andar a caballo ensillado sin incurrir en pena. Y para hacer el viaje se les dé bastimento necesario y ropa, y por espacio de dos años les ayuden con esto y con romper las tierras para sementeras. Que se dé carta y real provisión que se mande guardar estas capitulaciones como convenga...

### Época prehispánica

Desde mediados del siglo XV el Imperio azteca logró arrebatar a Tlaxcallan la mayoría de sus pueblos tributarios y cortar sus rutas comerciales, esto impidió que Tlaxcala tuviera una mayor expansión de su poderío por lo que tuvo que reforzar sus defensas en su propio territorio.

El origen de la ciudad de Tlaxcala se remonta al Período Posclásico mesoamericano entre el Eje Neovolcánico y la costa del Golfo de México cuando los teochichimecas de las siete tribus que salieron desde Chicomóztoc fundaron el primer señorío de Tepeticpac, su sitio final de peregrinación estaba ubicado entre barrancas, riscos y peñascos en un valle lleno de planicies. Los teochichimecas impusieron su hegemonía desterrando y apoderándose de la Sierra de Tepeticpac, el señor y fundador fue Culhuatecuhtli. En 1519 los conquistadores españoles fueron recibidos por primera vez en Tizatlán para después dirigirse hacia Ocotelulco, en donde estaba concentrado el comercio y el asentamiento humano más grande de la República de Tlaxcala. Los españoles estaban tan impresionados por el sitio que lo compararon con Granada.

...Esta era la mejor y más poblada parte de la ciudad, donde estaba la plaza mayor, en que hacían su mercado, que se llamaba tianguistli. Aquí tenía sus casas Magiscacín, que eran las más soberbias y suntuosas de la ciudad y provincia. El río arriba en lo llano había una población que se decía Tizatlán, por haber allí cierta tierra muy blanca que paresce yeso y más propiamente cerusa. Tenía allí su casa con mucha gente de guarnición Xicoténcatl, Capitán general de la República. El otro barrio estaba también en llano, río abaxo, y por ser el suelo anegadizo y aguazal se dixo Quiauztlán, que quiere decir <<tierra donde llueve>>.

Era, finalmente, esta ciudad mayor que Granada, más fuerte y de mucha más gente, bastecida en gran manera de las cosas de la tierra, que eran pan, gallipavos, caza y pescado de los ríos; abundancia de fructas y de algunas legumbres que ellos comen; es la tierra más fría que caliente; fuera de la ciudad, que lo más deella es áspero, tiene muy buenas y llanas salidas; dentro, en casas de hombres principales, muchas y buenas fuentes. Había todos los días en la plaza mayor mercado, donde concurrían más de treinta mill personas, trocando unas cosas por otras, porque moneda, que es el prescio común con que las cosas se compran, no la había; había también en otras plazas menores otros mercados de menos contratación, en todos los cuales lo que se rescataba era vestido, calzado, joyas de oro y plata, piedras presciosas y otras para enfermedades, plumajes, semillas, fructas y otras cosas de comer. Había mucha loza de todas maneras y tan buena como se podía haber en España. Tenía y tiene esta provincia muchos valles y muy hermosos, todos labrados y sembrados, sin haber en ellos cosa vacía, aunque ahora, por darse a las contrataciones y ser demasiadamente sobrellevados, trabajan poco en el cultivar la tierra.

Tiene en torno la provincia noventa leguas. Era república como la de Venecia, Génova y Pisa, porque no había General señor de todos; gobernábanla los nobles y ricos hombres, especialmente aquellos cuatro señores, ca decían que era tiranía que uno solo los gobernase, porque no podía saber tanto como muchos...

Durante el Período Posclásico mesoamericano existían dos ciudades en el valle central de Mesoamérica que se disputaban la hegemonía del denominado Imperio azteca; ellas eran —México-Tenochtitlan— en el valle de México y la capital de la confederación de Tlaxcala, —Tlaxcallan—, en el valle Poblano-Tlaxcalteca. Hacia la segunda década del siglo XVI estas dos ciudades habían establecido un estado de guerra por los constantes conflictos. Tlaxcallan estaba organizada políticamente en cuatro cabeceras (Tepeticpac, Ocotelulco, Quiahuiztlan y Tizatlan) y desde ahí regían a la República de Tlaxcala.
Fue en el año de 1504 cuando el penúltimo huey tlatoani del Imperio azteca, Moctezuma Xocoyotzin, decidió acabar con sus acérrimos enemigos de los señoríos tlaxcaltecas, esta declaración de guerra terminó con las guerras floridas. A la llegada de los conquistadores españoles la guerra continuaba pero el gran imperio no pudo conquistar a Tlaxcallan.

### Época virreinal

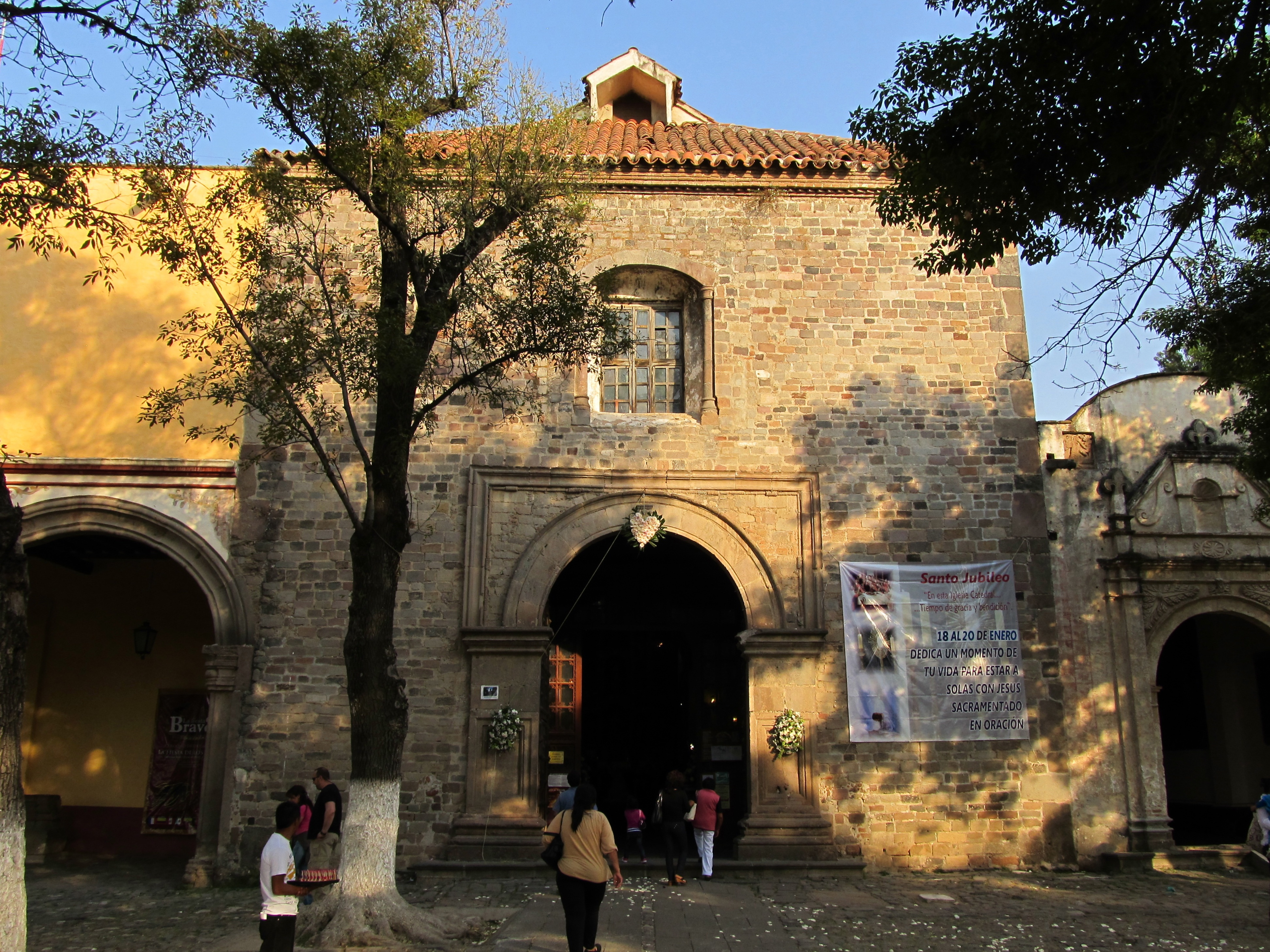
En la ciudad de Tlaxcala se instalaron los primeros frailes que llegaron a la Nueva España y erigieron el primer convento en toda América Continental, por ello en 1525 se le nombró Primer Obispado de la Nueva España

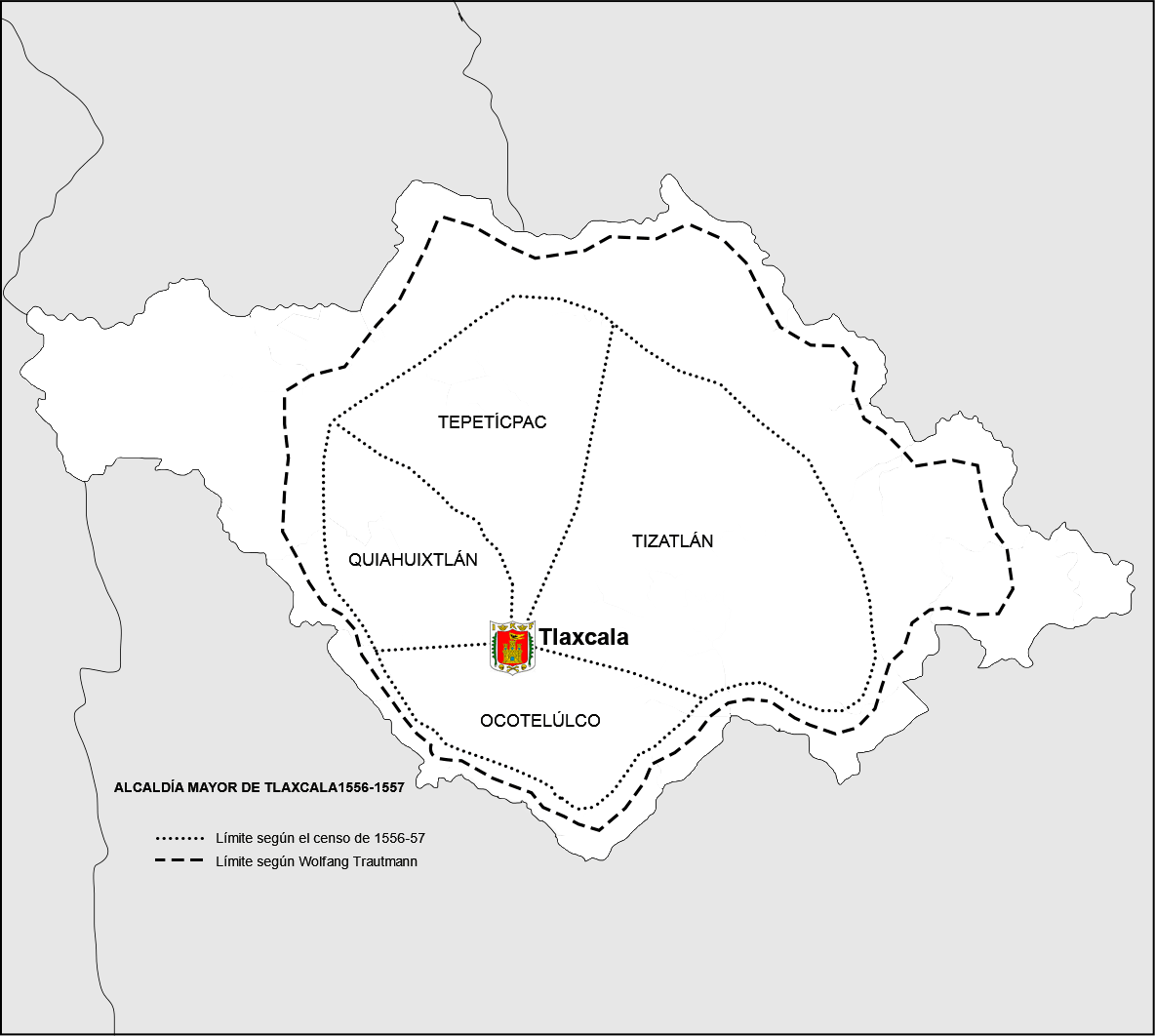
En 1540 el cabildo indio de la ciudad de Tlaxcala logró obtener el control político y económico de la provincia entera (alrededor de 4 mil km²).

La ciudad de Tlaxcala fue fundada en el año de 1520 por Hernán Cortés cuando crea el primer Ayuntamiento de Tlaxcala. En el año de 1525, el Papa Clemente VII ordenó la fundación de la ciudad novohispana de Tlaxcala bajo el siguiente decreto:

que se erige en ciudad la de Tlaxcala para la Nueva España y su iglesia en Catedral para un obispo que gobierne y administre

En el año de 1519 el papa León X fundó la primera diócesis Carolense en la Nueva España, fue trasladada de Yucatán a Tlaxcala y confirmada
en 1525 por Clemente VII, sus límites se fijaron por Carlos I en la cédula dada el 19 de septiembre de 1526; en ese mismo año fran Julián Garcés ejecutó las bulas en España y consagrado viajó un año más tarde, en 1527, hacia la naciente ciudad de Tlaxcala.
La provincia de Tlaxcala fue organizada política y territorialmente de acuerdo al precedente existente a la llegada de los españoles, la nobleza tlaxcalteca continuó su propia organización conformada por los cuatro principales altépetl con varios altépetl de menor jerarquía. La cabecera de Tlaxcala tenía por sujetos ocho pueblos que fueron villas o ciudades (Altépetl) con grandes poblaciones disgregadas : Topoyanco, Atliguetza, Chiautempan, Ichcaquiztlan, Tequemecan, Hueyhutlipan, Atlancatepeque y Cuamantla.
En el nivel primer nivel de organización en la recolección del tributo y del reclutamiento de la fuerza de trabajo estaban las familias maceualli quienes producían sus propios sus bienes de consumo básico, en un nivel superior estaban los sanctopan o barrios formados por casas familiares con responsabilidades iguales al nivel inferior pero sujetos a una casa mayor tecallí perteneciente a un señor tecuhtlí que dependía de una cabecera o altepetl gobernada por un señor tlahtoaní de unos de los cuatro barrios (Ocotelulco, Quiahuixtlan, Tizatlan y Tepeticpac) del Señorío de Tlaxcala. Todos los maceualli de los sanctopan, por el derecho de trabajar la tierra, estaban obligados a proveer tributo y trabajo a alguna de las cabeceras del Señorío de Tlaxcala. Los niveles de organización mencionados tenían características de origen prehispánico.

Fue, y será siempre, la valerosa república de Tlaxcallan, célebre en todas las edades por haber, no sólo en tiempo de su gentilidad, resistido con esfuerzos heroicos a las armas mexicanas, guardando su antigua libertad y recibiendo a su abrigo cuantas naciones se escapaban del furor de los vencedores, sino también ayudando a los españoles a conquistar a México y demás tierras. Ni tengo duda que esta gloriosa ciudad y nación tenga en la historia de la Nueva España un lugar eminente, lleno de laureles y de aplausos, y yo iré indicando el material histórico que junté de esta nobilísima república. (Boturini, 1986: 123).

### Independencia
Ante la debilidad de la monarquía española para enfrentar la ocupación napoleónica, la Junta Central Gubernativa convocó a las provincias americanas a elegir diputados que las representaran en las Cortes de Cádiz. La Constitución de Cádiz consignaba en su capitulado referente al municipio, que deberían convocarse a elecciones aquellas poblaciones que los habían tenido y con base en un determinado número de habitantes. Fieles a su firme tradición comunitaria y municipalista, los habitantes de la ciudad de Tlaxcala convocaron a elecciones y eligieron a sus autoridades, las que tomaron posesión el 1 de enero de 1813 como primer Ayuntamiento constitucional, leal al gobierno español y en rebeldía contra la invasión francesa.
Este Ayuntamiento estuvo integrado por los siguientes regidores: José Rafael Palacio, José Mariano Sandoval, Lic. José Daza y Artiazo, Andrés de Jesús, Rafael Lira Zihuacoatentli, Miguel Sandoval, Miguel V. Herrarían, Antonio Palacios, Ramón González de la Cruz y como secretario Lic. José María Ávalos.
El Ayuntamiento de Tlaxcala, conjuntamente con los de Chiautempan, Nativitas, Teolocholco, Xaltocan y Zacatelco, conminaron a sus representantes ante el Congreso, para que defendieran a Tlaxcala como un Estado Libre y Soberano dentro de la Unión. La batalla en el Congreso y en los medios periodísticos la dieron los diputados Blázquez, Romero, Amador, González de la Cruz, Reyes y Zimerman, bajo la estrategia política que diseñó Joaquín de las Piedras, Jefe Político de Tlaxcala.

### Revolución mexicana
La captura y el fusilamiento de Mora y Arenas en Calpulalpan, además de la muerte de Máximo Rojas por los rebeldes huertistas, ayudó a consolidar el poder del grupo de Ignacio Mendoza, quien sería gobernador con el apoyo de su antecesor, Rafael Apango.
En 1927, la ciudad de Tlaxcala empieza nuevamente a estabilizarse después de los hechos bélicos. Sus barrios San Buenaventura, Atempan y San Gabriel, registran una población de seis mil habitantes. Poco a poco la ciudad recobra su vida normal.

### Época contemporánea
Durante la gestión de Manuel Santillán se mejoró el catastro, se amplió la educación secundaria y preparatoria y se realizó un amplio programa de obras públicas en la ciudad de Tlaxcala, dándole una dimensión urbana propia de una capital del estado. Su intento de influir en la sucesión gubernamental provocó su caída, terminando su período Mauro Angulo. A este gobernador le sucedió Rafael Ávila Bretón para el periodo 1951 a 1957. Siguieron dos períodos administrativos que cubrió Felipe Mazarraza.

## Geografía

### Localización

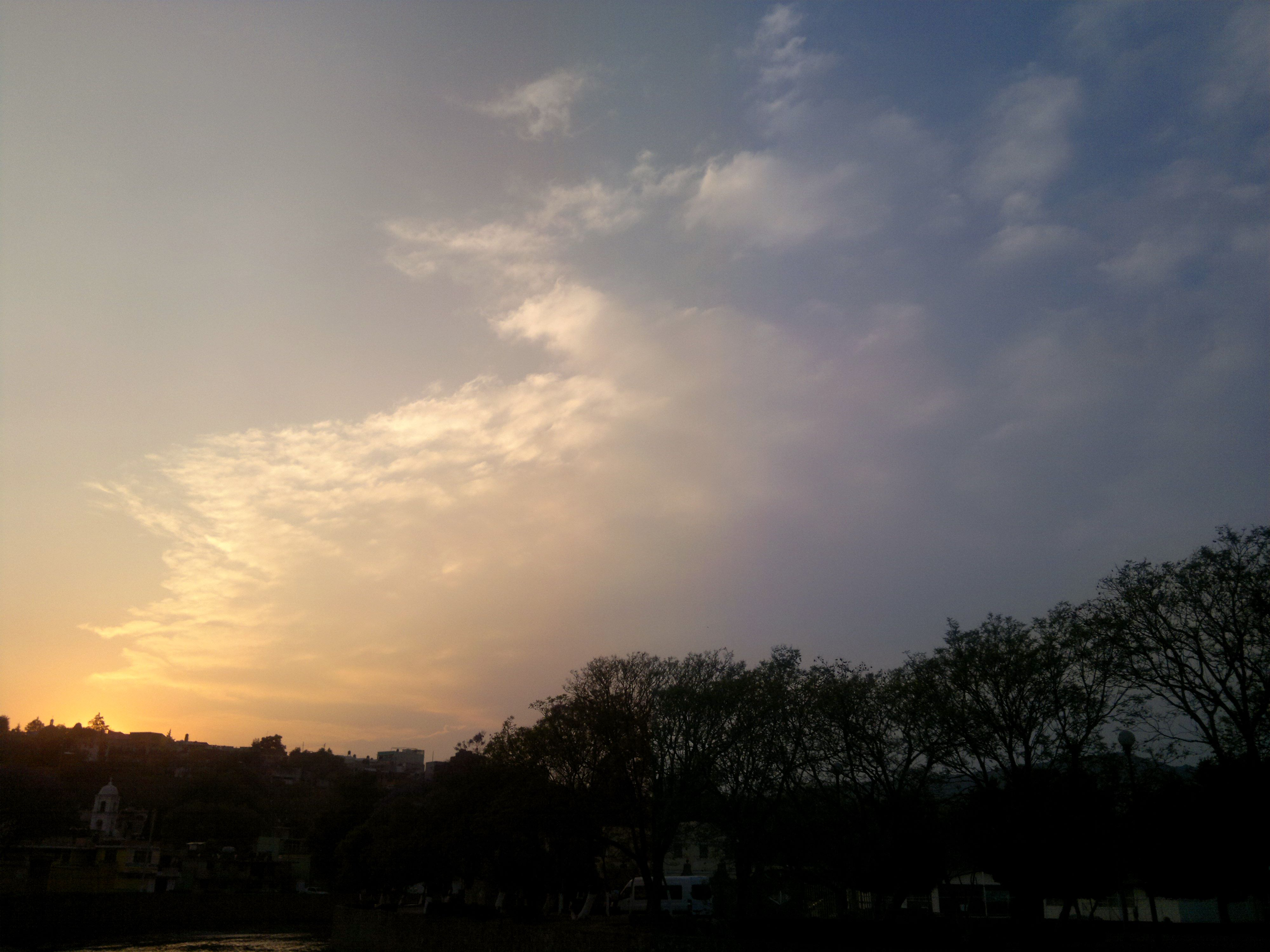
Bloque de Tlaxcala.

La ciudad se encuentra en las coordenadas 19°19′01″N 98°14′18″O / 19.31694, -98.23833 en la región económica Centro-Sur, y en la región geográfica del Bloque de Tlaxcala. ubicado en el altiplano central mexicano a una altitud de 2 230 metros sobre el nivel del mar.

#### Distancias
La ciudad de Tlaxcala se encuentra a una distancia de 119 km de la Ciudad de México, 42 km de Puebla, 476 de León Guanajuato, 279 km del puerto de Veracruz, 478 km de Acapulco, 191 km de Cuernavaca, 1015 km de Monterrey, 643 km de Guadalajara, 2918 km de Tijuana, 1534 km de Cancún, 1514 km de Mérida, 311 km de Querétaro, 589 km de Aguascalientes, 2692 km de Mexicali, 1530 km de Chihuahua, 14 km de Zacatelco, 48 km de Huamantla, 62 km de Calpulalpan, 44 km de Tlaxco, 10 km de Santa Ana Chiautempan y 33 km de San Pablo del Monte.

### Extensión
De acuerdo con la información del Instituto Nacional de Estadística, Geografía e Informática, el municipio de Tlaxcala tiene una superficie de 41.61 kilómetros cuadrados, de los cuales 3.52 km corresponden a la ciudad de Tlaxcala.

### Clima
El clima es templado y semihúmedo con más lluvia en el verano. Las temperaturas medias anuales son 24.3° y el bajo promedio es de 7,2. La ciudad está situada en las tierras altas del centro de México a 2239 metros sobre el nivel del mar, en un valle del mismo nombre, desde donde se pueden observar los volcanes Malintzin, Popocatépetl y el Iztaccíhuatl. El principal río de la ciudad es el río Zahuapan, que es parte de la región del río Balsas y la cuenca del río Atoyac.
| Parámetros climáticos promedio de Tlaxcala (1951–2010)                                                                                           | Parámetros climáticos promedio de Tlaxcala (1951–2010) | Parámetros climáticos promedio de Tlaxcala (1951–2010) | Parámetros climáticos promedio de Tlaxcala (1951–2010) | Parámetros climáticos promedio de Tlaxcala (1951–2010) | Parámetros climáticos promedio de Tlaxcala (1951–2010) | Parámetros climáticos promedio de Tlaxcala (1951–2010) | Parámetros climáticos promedio de Tlaxcala (1951–2010) | Parámetros climáticos promedio de Tlaxcala (1951–2010) | Parámetros climáticos promedio de Tlaxcala (1951–2010) | Parámetros climáticos promedio de Tlaxcala (1951–2010) | Parámetros climáticos promedio de Tlaxcala (1951–2010) | Parámetros climáticos promedio de Tlaxcala (1951–2010) | Parámetros climáticos promedio de Tlaxcala (1951–2010) |
| Mes | Ene.                                                   | Feb.                                                   | Mar.                                                   | Abr.                                                   | May.                                                   | Jun.                                                   | Jul.                                                   | Ago.                                                   | Sep.                                                   | Oct.                                                   | Nov.                                                   | Dic.                                                   | Anual                                                  |
| --- | ------------------------------------------------------ | ------------------------------------------------------ | ------------------------------------------------------ | ------------------------------------------------------ | ------------------------------------------------------ | ------------------------------------------------------ | ------------------------------------------------------ | ------------------------------------------------------ | ------------------------------------------------------ | ------------------------------------------------------ | ------------------------------------------------------ | ------------------------------------------------------ | ------------------------------------------------------ |
| Temp. máx. abs. (°C) | 28.4                                                   | 31.0                                                   | 35.0                                                   | 34.0                                                   | 39.2                                                   | 34.0                                                   | 30.0                                                   | 31.0                                                   | 31.0                                                   | 36.5                                                   | 29.2                                                   | 30.0                                                   | 39.2                                                   |
| Temp. máx. media (°C) | 22.1                                                   | 23.5                                                   | 25.9                                                   | 27.3                                                   | 27.5                                                   | 25.4                                                   | 24.5                                                   | 24.7                                                   | 23.9                                                   | 24.3                                                   | 23.5                                                   | 22.3                                                   | 24.6                                                   |
| Temp. media (°C) | 12.5                                                   | 13.6                                                   | 15.8                                                   | 17.7                                                   | 18.6                                                   | 18.2                                                   | 17.3                                                   | 17.5                                                   | 17.3                                                   | 16.5                                                   | 14.5                                                   | 13.0                                                   | 16.0                                                   |
| Temp. mín. media (°C) | 2.9                                                    | 3.7                                                    | 5.8                                                    | 8.0                                                    | 9.8                                                    | 11.1                                                   | 10.2                                                   | 10.3                                                   | 10.6                                                   | 8.7                                                    | 5.4                                                    | 3.6                                                    | 7.5                                                    |
| Temp. mín. abs. (°C) | -5.0                                                   | -4.0                                                   | -1.9                                                   | 0.0                                                    | 2.5                                                    | 3.0                                                    | 4.0                                                    | 2.4                                                    | -0.5                                                   | -0.3                                                   | -4.5                                                   | -7.4                                                   | -7.4                                                   |
| Precipitación total (mm) | 8.7                                                    | 7.4                                                    | 10.4                                                   | 31.1                                                   | 74.8                                                   | 158.1                                                  | 156.4                                                  | 162.2                                                  | 140.0                                                  | 68.0                                                   | 11.1                                                   | 6.3                                                    | 834.5                                                  |
| Días de precipitaciones (≥ 0.1 mm) | 1.4                                                    | 1.5                                                    | 2.5                                                    | 6.6                                                    | 12.2                                                   | 17.4                                                   | 19.0                                                   | 19.0                                                   | 16.8                                                   | 9.0                                                    | 2.5                                                    | 1.2                                                    | 109.1                                                  |
| Horas de sol | 218                                                    | 220                                                    | 251                                                    | 218                                                    | 196                                                    | 154                                                    | 167                                                    | 174                                                    | 176                                                    | 221                                                    | 226                                                    | 216                                                    | 2437                                                   |
| Humedad relativa (%) | 70                                                     | 67                                                     | 66                                                     | 67                                                     | 69                                                     | 75                                                     | 77                                                     | 77                                                     | 79                                                     | 74                                                     | 70                                                     | 73                                                     | 72                                                     |
| Fuente n.º 1: Servicio Meteorológico National (humidity 1981–2000)                                                                               |                                                        |                                                        |                                                        |                                                        |                                                        |                                                        |                                                        |                                                        |                                                        |                                                        |                                                        |                                                        |                                                        |
| Fuente n.º 2: Deutscher Wetterdienst (sun, 1961–1990)Station ID for Tlaxcala, TLAX is 76683 Use this station ID to locate the sunshine duration] |                                                        |                                                        |                                                        |                                                        |                                                        |                                                        |                                                        |                                                        |                                                        |                                                        |                                                        |                                                        |                                                        |

## Política

### Capital del estado de Tlaxcala

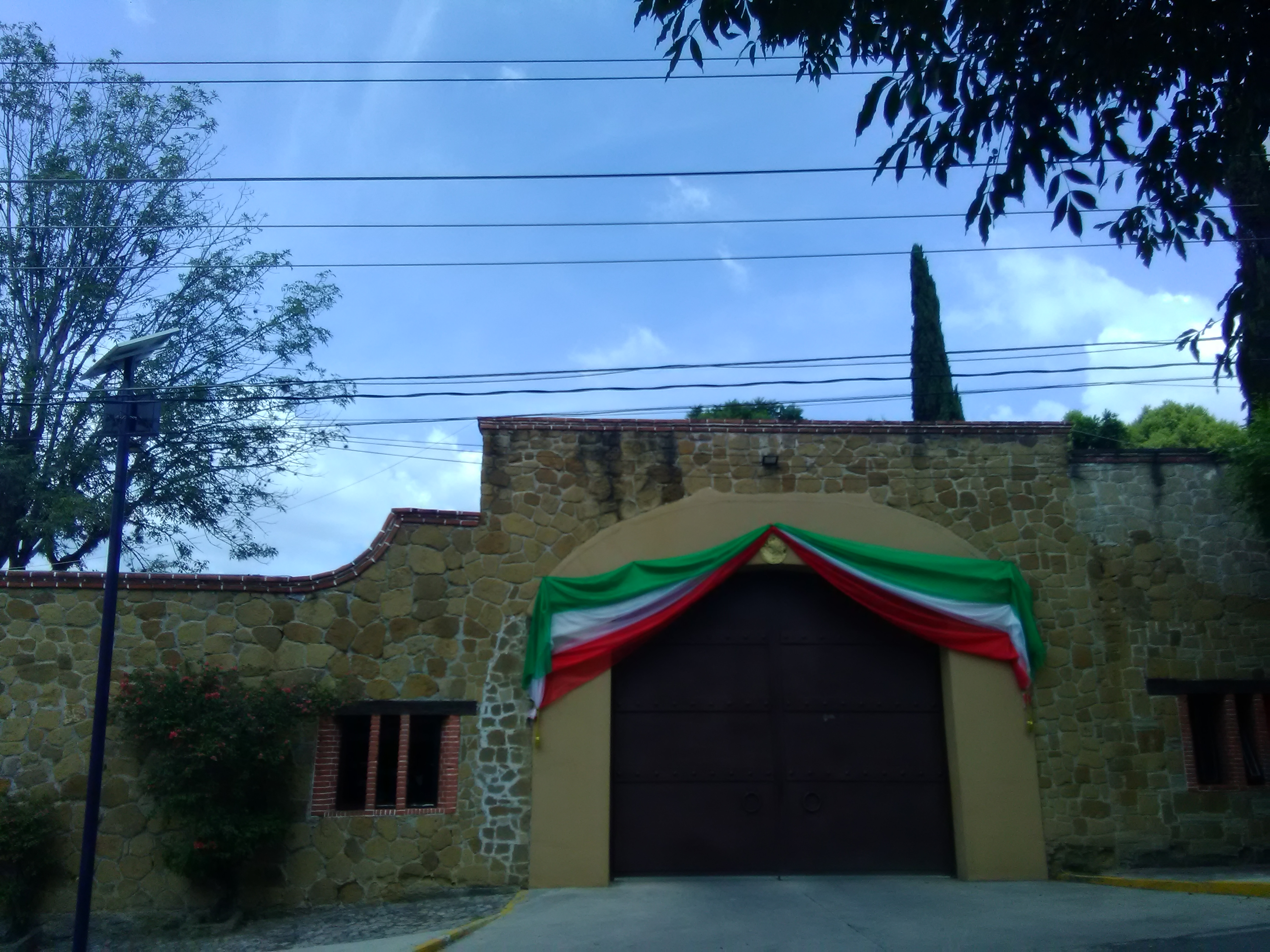
Residencia de la Gobernadora.

Siendo la capital, la ciudad es sede de la mayoría de los organismos y dependencias del Gobierno del estado de Tlaxcala, así como de la residencia oficial del Gobernador Constitucional del Estado de Tlaxcala, la actual mandataria es Lorena Cuellar Cisneros emanada del Partido Político Morena (Morena) cuyo periodo inició el 1 de enero de 2022, y terminará en agosto de 2026.

### Municipio de Tlaxcala
La ciudad de Tlaxcala es la cabecera municipal del municipio del mismo nombre, uno de los 60 municipios de Tlaxcala, mismo que se encuentra en el centro del estado y ocupa una superficie total de
41.61 km².
En el 2010, el municipio tenía una población de 89 795 habitantes, el 16.36% de ellos está en la cabecera municipal y el resto en las localidades de Ocotlán, Santa María Acuitlapilco, San Gabriel Cuauhtla, etc.

### Administración
La autoridad municipal está constituida en un ayuntamiento, integrado por un presidente municipal, alcalde o primer edil, regidores y síndicos. El actual presidente municipal es Alfonso Sánchez García, perteneciente al Partido Político Morena (Morena), para el periodo 2024-2027.

## Demografía

### Población
Conforme al Censo de Población y Vivienda 2020 realizado por el Instituto Nacional de Estadística y Geografía (INEGI) con fecha censal del 27 de marzo de 2020, el centro histórico de la ciudad de Tlaxcala (incluyendo algunas colonias cercanas a él) contaba hasta ese año con un total de 13 555 habitantes, de dicha cifra, 6 198 eran hombres y 7 357 eran mujeres.
| Gráfica de evolución demográfica de Tlaxcala de Xicohténcatl entre 1900 y 2020 |
| |
| Población de los censos y conteos del Instituto Nacional de Estadística y Geografía (INEGI) de 1900 a 2020. Población según proyecciones estimadas para 2017 por el Consejo Nacional de Población (CONAPO). |

### Región metropolitana
Tlaxcala forma parte del área metropolitana de Tlaxcala-Apizaco siendo la región urbana más grande y poblada del estado de Tlaxcala y la trigésimo primera aglomeración más grande de México con una población de 
501 655 habitantes. La ciudad más poblada de esta urbe es la ciudad de Apizaco, la aglomeración incluye 19 municipios del centro del estado.

## Patrimonio cultural

### Centro histórico

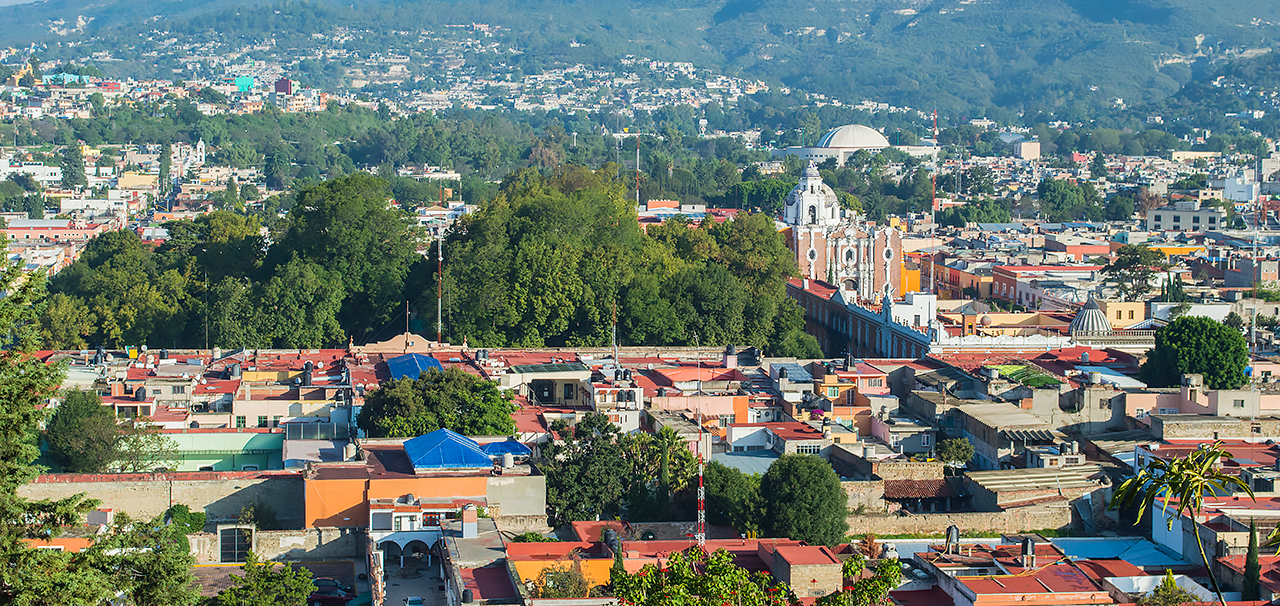
Centro histórico de Tlaxcala.

El trazo de la ciudad virreinal se desarrolló sobre la base de las fundaciones prehispánicas de Maxicatzin en los Cerros de Ocotelulco y Cuautla que fueron trasladadas por los conquistadores españoles a la Plaza de la Constitución dando origen al trazo urbano actual. La zona de monumentos cuenta con 33 manzanas con aproximadamente 124 edificios con valor histórico y arquitectónico construidos durante el siglo XVI al XIX. Las características de las edificaciones y la relación que guardan los elementos que forman la estructura urbana y entorno físico natural, son elocuente testimonio de valor e interés social para la cultura e identidad nacional.
Decreto por el que se declara una zona de Monumentos Históricos en la Ciudad de Tlaxcala, dado en la residencia del Poder Ejecutivo Federal, en la Ciudad de México, Distrito Federal, a los once días del mes de marzo de mil novecientos ochenta y seis -Miguel de la Madrid-.

## Turismo

### Palacio de Gobierno

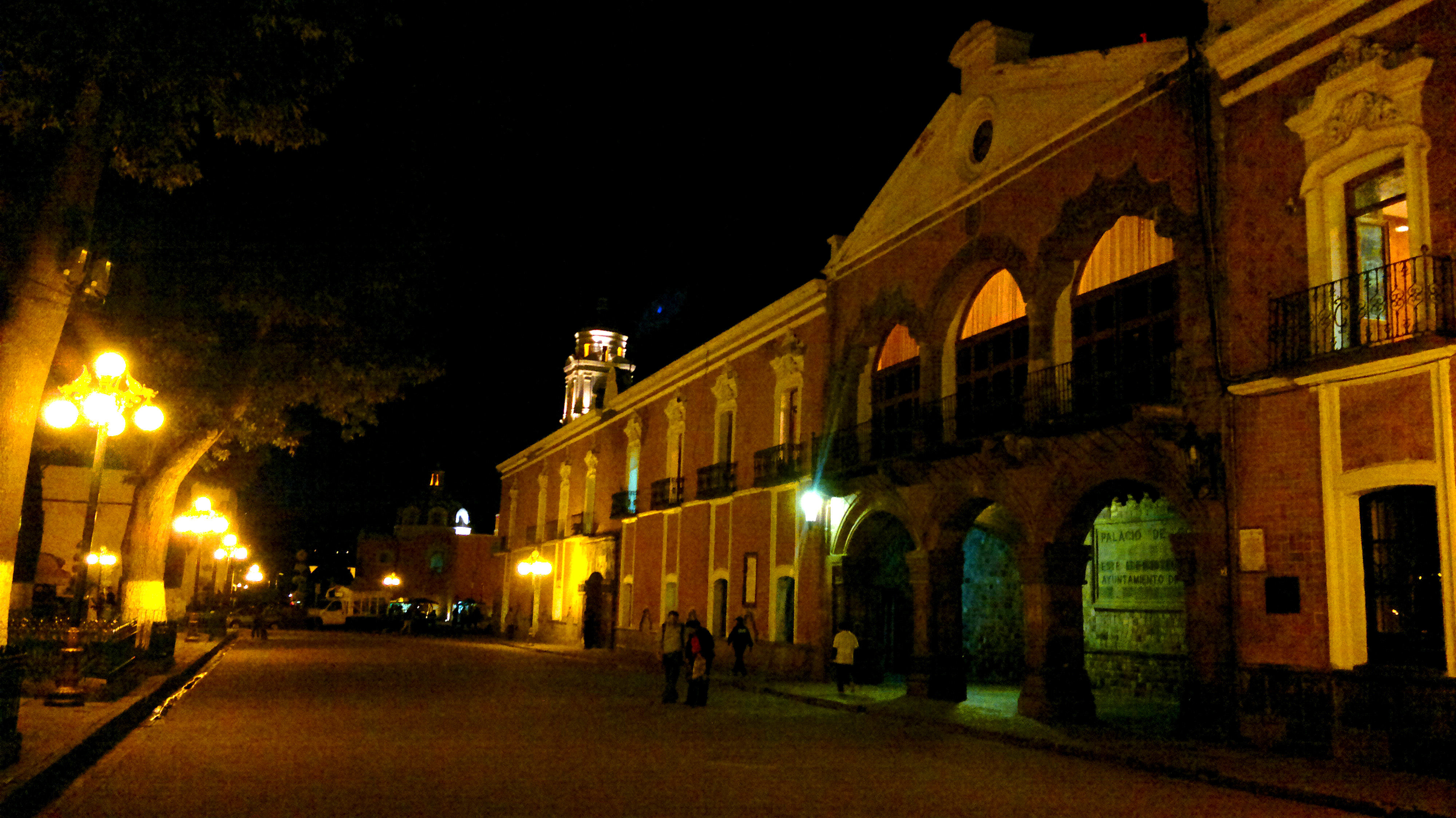
Palacio de Gobierno.

Su edificación se inició en 1545 en un conjunto que comprendía la Alcaldía, la Alhóndiga y las Casas Reales. La fachada principal es una bella composición que combina el estilo plateresco de la puerta, el labrado en cantera con motivos vegetales y el balcón decorado en argamasa al estilo rococó. Los balcones de los costados combinan la fineza de sus acabados con la recia textura del ladrillo. En el interior del edificio se puede apreciar una muestra de murales pintados al fresco por el artista tlaxcalteca Desiderio Hernández Xochitiotzin, donde se plasma la historia del pueblo tlaxcalteca.

### Portales del parián
El corregidor Diego Ramírez los mandó construir y para ello ocupó a 300 indígenas. En el siglo XVI se les conocía como el Parián y Portal Real, respectivamente. Desde esa época se ocupaban como área comercial en donde se encontraban productos de origen español y filipino. La actividad comercial sigue presente a través de los restaurantes que ofrecen una muestra de la gastronomía tlaxcalteca.

### Teatro Xicohténcatl

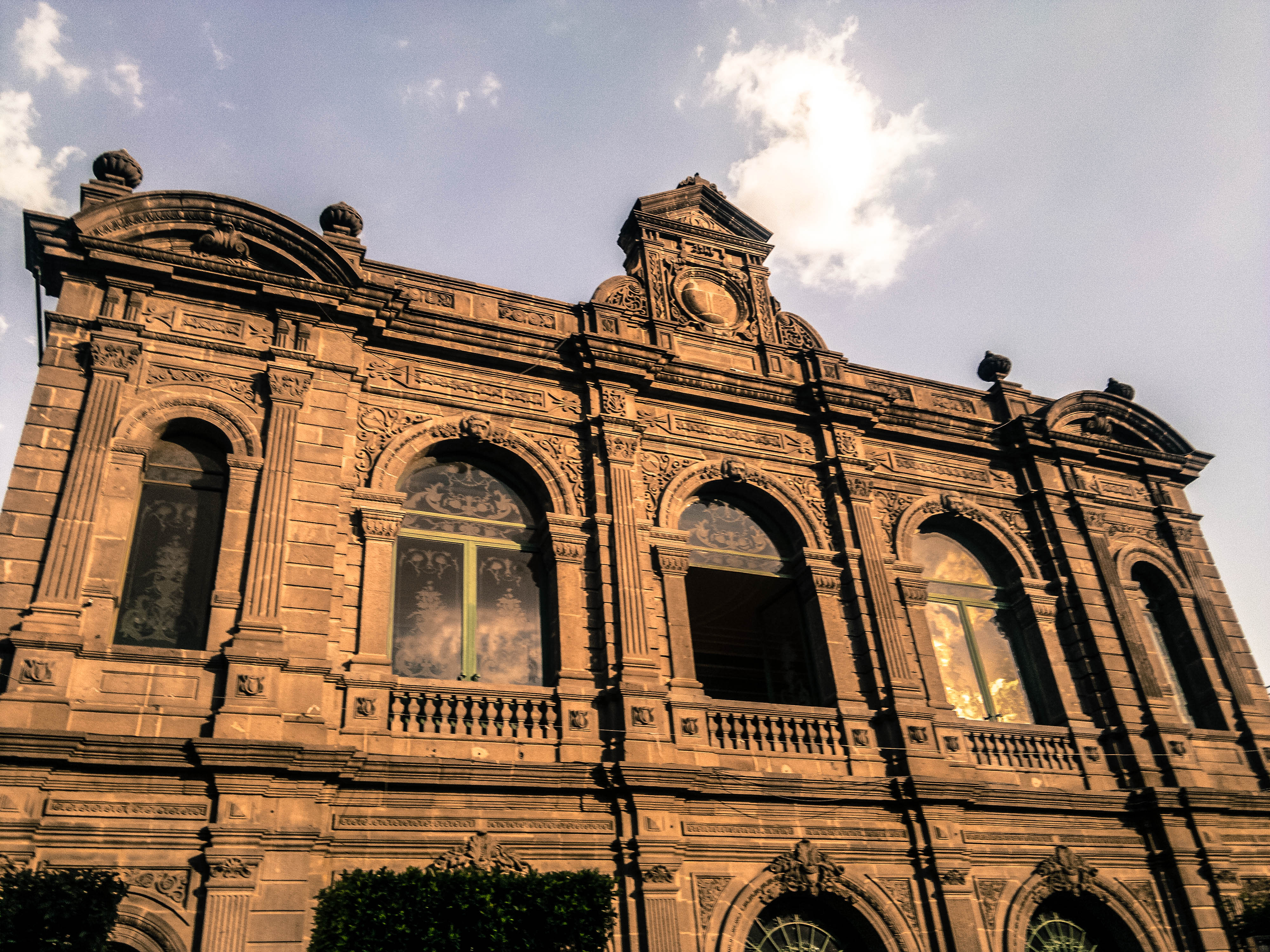
Teatro Xicohténcatl.

En 1873, este teatro fue cimentado al estilo porfiriano en cantera, con una fachada neoclásica, remodelada en 1923. Del interior llama la atención un falso plafón de estilo art nouveau, obra del pintor y torero John Fulton. En él se distinguen las nueve musas griegas de las Bellas Artes. Hoy en día es el principal escenario del estado en donde se presentan obras teatrales tanto locales como nacionales.

### Antiguo Mesón Real de Indios
Erigido en 1551, era el Mesón Real del gobierno indio. Por mucho tiempo sirvió de morada para los visitantes importantes de la capital, quienes encontraban en este lugar habitaciones, establos y agua. Se conserva su fachada original que está formada por un solo cuerpo con arcadas y ventanales. Actualmebte alberga las instalaciones del Palacio Legislativo del Estado.

### Palacio Juárez

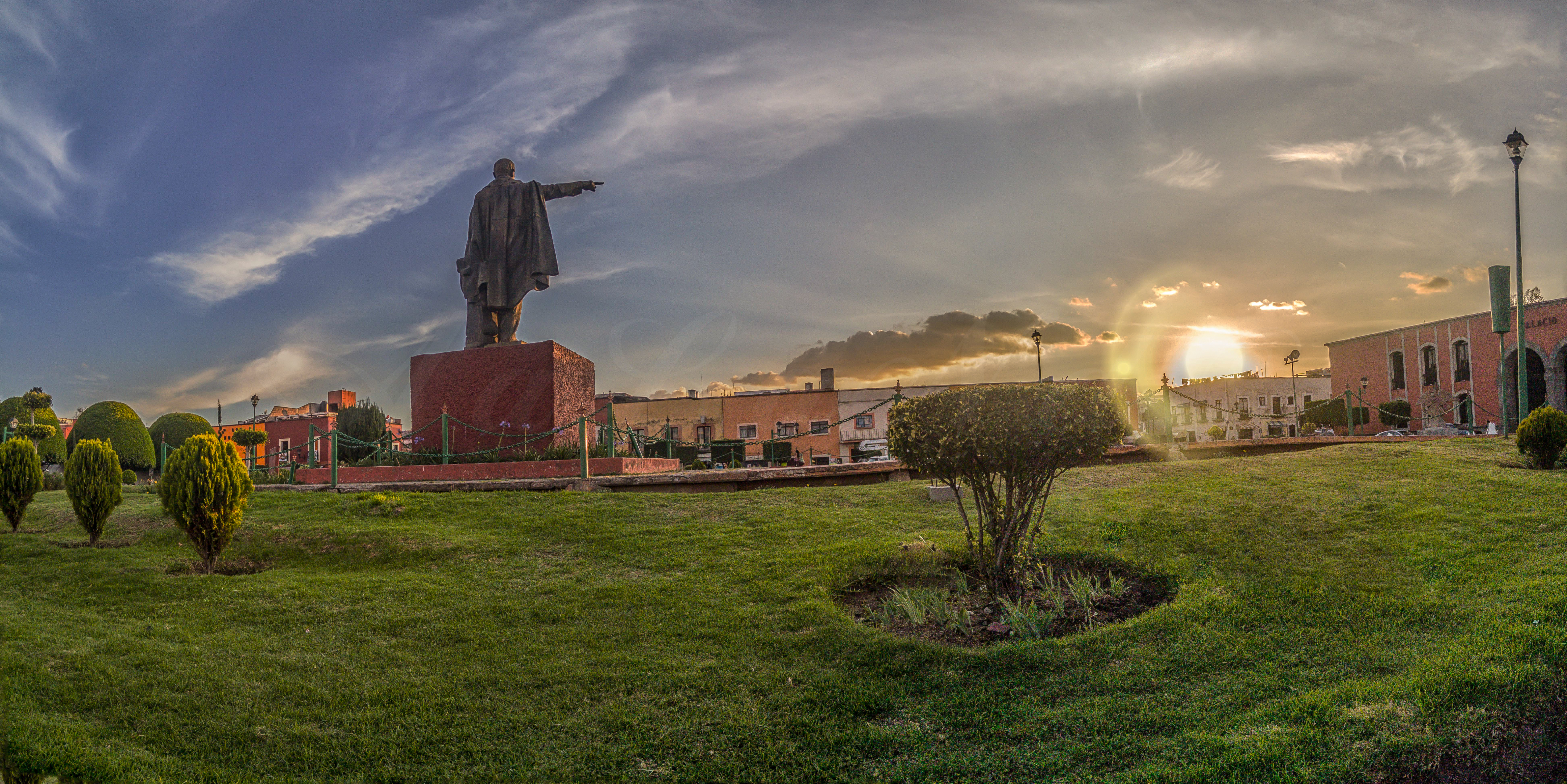
Plaza de Juárez.

Sencilla casa cuya fachada se ubica en el corte de una esquina. El exterior del inmueble presenta un estilo afrancesado, propio del Porfiriato, mientras que en el interior sobresalen las influencias del estilo art nouveau, apreciable en la escalera tipo imperio que todavía conserva el latón original. En el descanso se observa una escultura de Benito Juárez, hecha en bronce y en la parte superior de la escalera se puede apreciar un domo.

### Casa de Piedra
Al suroeste de la Plaza de la Constitución se localiza la «Casa de Piedra». Construcción del siglo XVI edificada por un prominente abogado de la ciudad, del que se decía que a nadie dejaba de cobrar por los asuntos que llevaba exigiendo su retribución hasta en especie y de aquellos sin solvencia económica debían acarrear trozos de xalnene y cantera con lo que edificó la casa y fachada. Este edificio es utilizado como hotel.

### Plaza de Toros

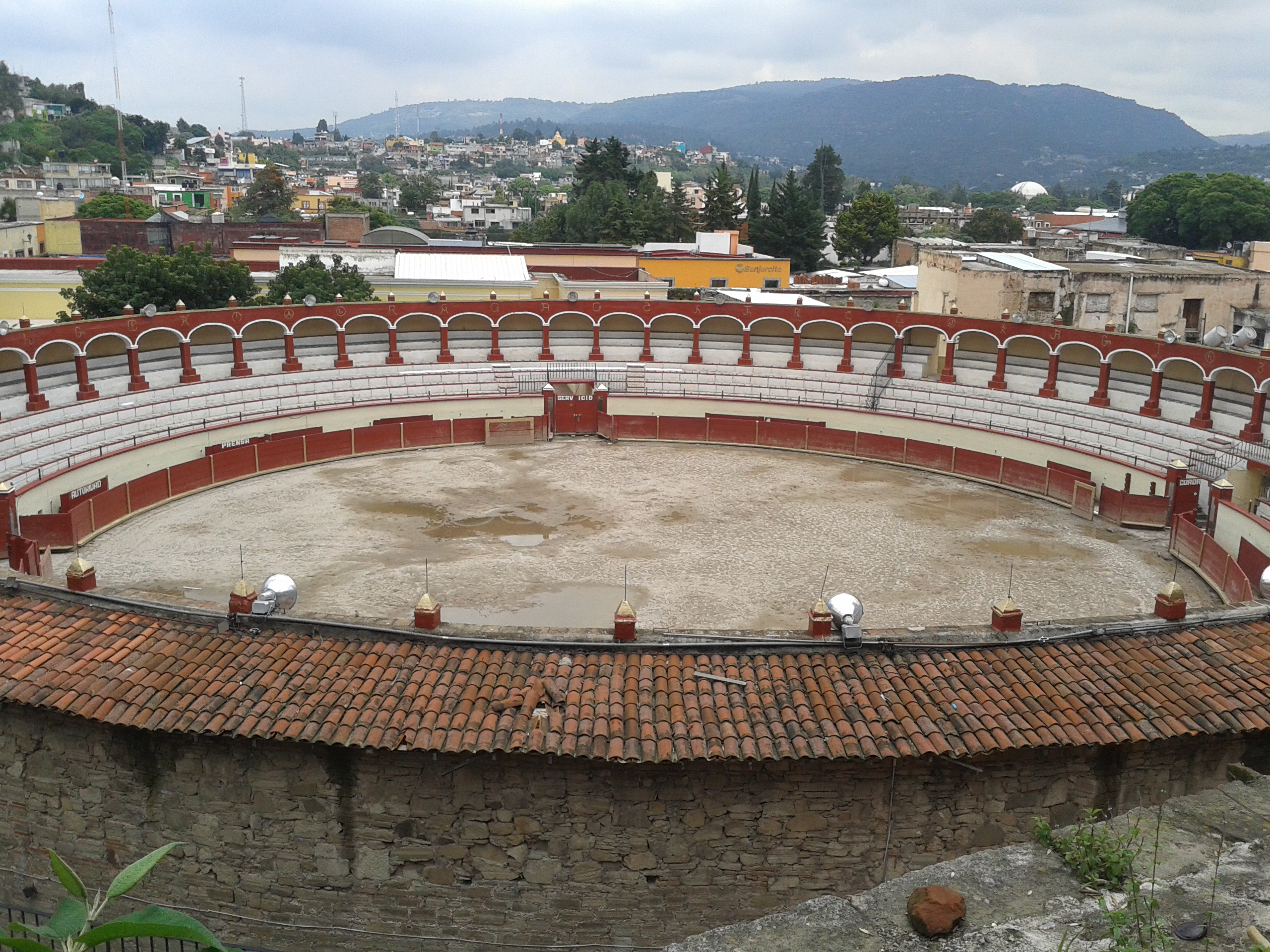
Plaza de toros Jorge «El Ranchero» Aguilar.

Este coso taurino mexicano es uno de los más antiguos y bellos, pues fue construido en el siglo XVIII a base de abobe, tepetate y xalnene y las primeras corridas tuvieron lugar en 1788. Tiene capacidad para 2500 aficionados a la fiesta brava, que acuden a los festivales, corridas y novilladas. A un lado se erige su inseparable compañera del siglo XVI, la torre campanario del ex Convento Franciscano.

## Arquitectura religiosa

### Parroquia de San José

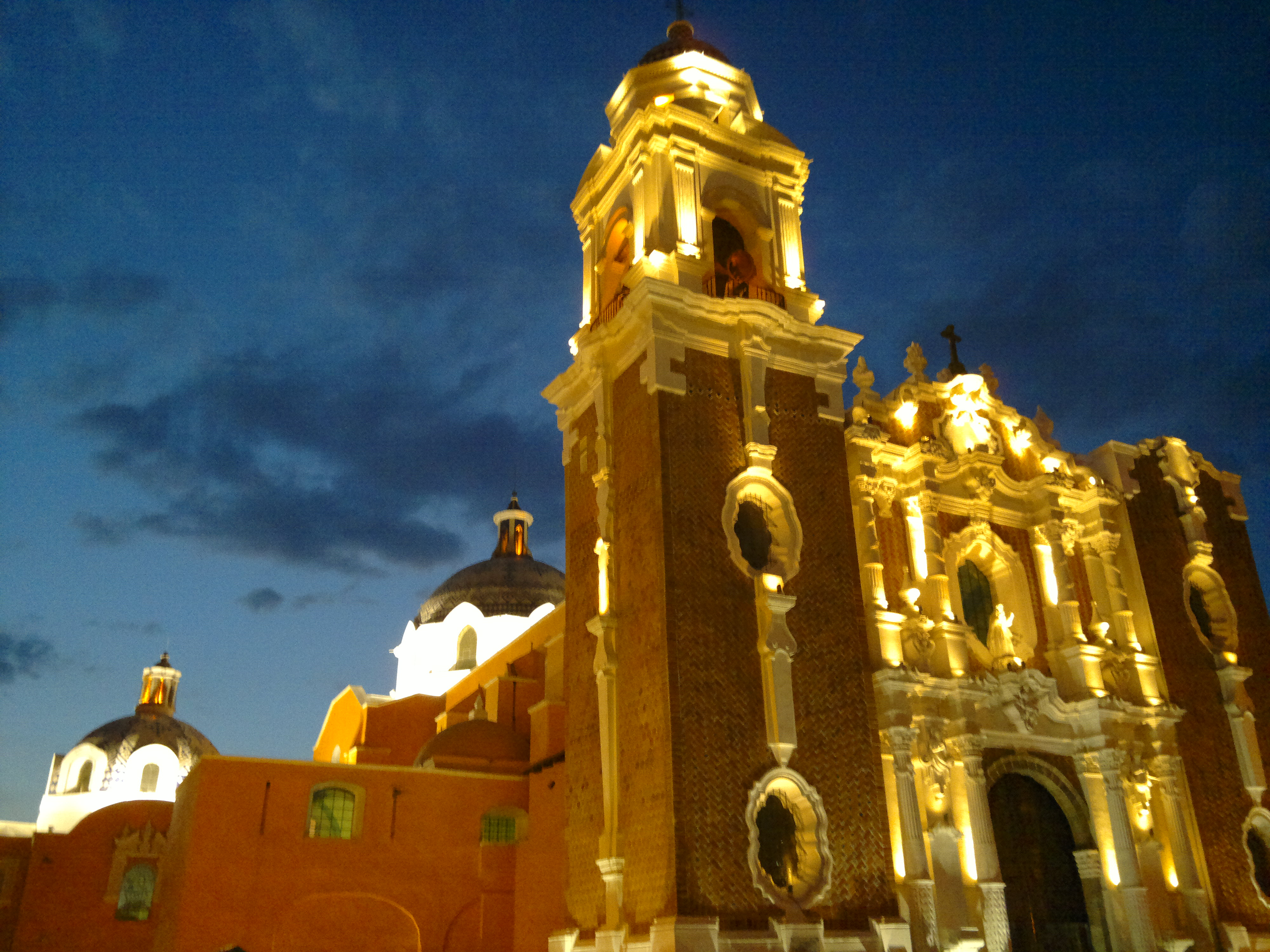
Parroquia de San José.

La Parroquia de San José es una iglesia católica, localizada en el centro de la ciudad. Su planta es en forma de cruz y su fachada está revestida con ladrillo y azulejos de talavera, que dio origen al estilo llamado palafoxiano y adornada con motivos barrocos en argamasa. En su interior conserva dos pilas labradas de piedra, una con la imagen de Camaxtli dios tutelar de los antiguos tlaxcaltecas y la otra con el escudo imperial español.

### Catedral de Tlaxcala

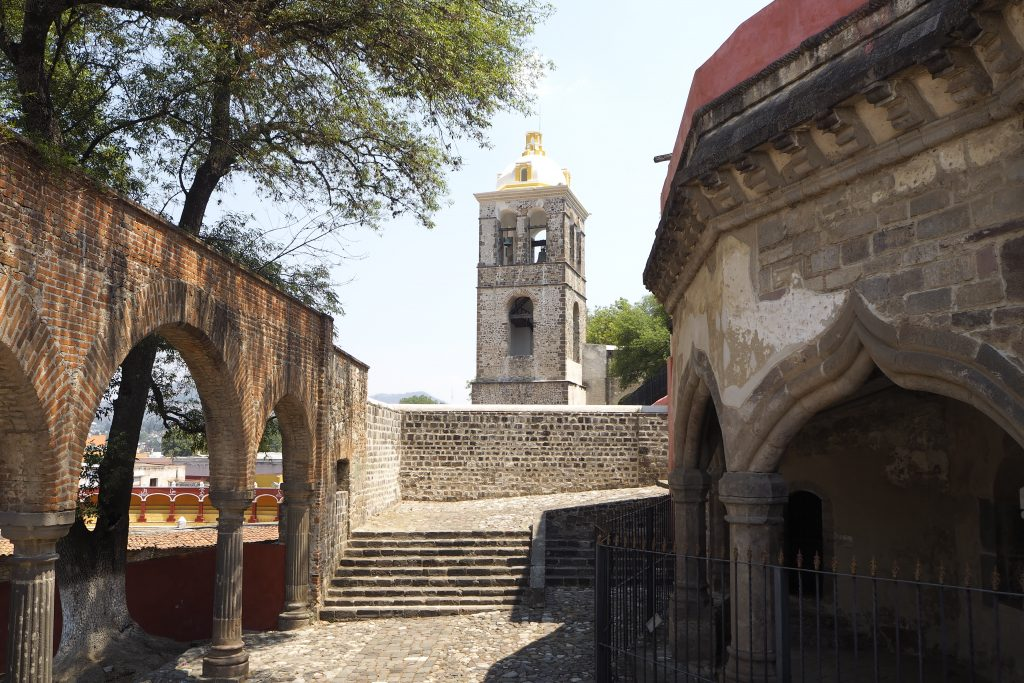
Campanario de la Catedral de Tlaxcala y la Capilla Abierta

La Catedral de Tlaxcala fue construido en el siglo XVI entre los años 1537 y 1540. Importante obra franciscana con un convento anexo. El templo tiene una fachada de sencillo estilo renacentista con un pequeño alfiz sobre la puerta. Su interior guarda una techumbre de artesonado en madera, la más grande que existe en el país, de claro estilo mudéjar.
El altar principal también es de interés, con su retablo de estilo barroco salomónico que guarda una pintura del bautismo de uno de los señores de Tlaxcala, con Cortés y la Malinche como padrinos.
Otras capillas en el recinto como la de la Tercera Orden, con varios retablos y pinturas de buena calidad, en donde destaca uno de los primeros púlpitos de América y la Pila Bautismal en donde fueron bautizados los cuatro señores de la antigua República de Tlaxcala. Otra capilla de interés es la de la Virgen de Guadalupe, y la del Cristo de la Preciosa Sangre del Convento, con un Cristo de pasta de caña de maíz.
A partir del 2021 es considerado Patrimonio Cultural de la Humanidad por la UNESCO.

#### Fundación
En 1524 los frailes franciscanos llegaron a tierras de Nueva España, a hacer su misión evangelizadora. Los doce primeros franciscanos, con Martín de Valencia a la cabeza, crearon la provincia del Santo Evangelio y escogieron cuatro puntos estratégicos para iniciar su labor, México, Texcoco, Tlaxcala y Huejotzingo, donde fundarían los cuatro primeros conventos de México y en los que se repartieron ellos mismos. García de Cisneros salió designado para Tlaxcala como guardián del monasterio que allí se fundó, acompañado por Martín de la Coruña y Andrés de Córdoba. Llegaron a Ocotelulco a mediados de 1524 y se alojaron en unos salones del palacio del tlatoani Maxixcatzin, los cuales se sabe les fueron facilitados por espacio de tres años, mientras construían su primitivo monasterio. Al respecto, fray Toribio de Benavente, Motolinia, anotó: «tenía este señor grandes casas y muchos aposentos, y aquí en una sala baja tuvieron los frailes menores su iglesia tres años».
Junto a Hernán Cortés llegaron Bartolomé de Olmedo y el clérigo Juan Díaz quien celebró la primera misa en la Nueva España, en tierras de lo que hoy es México, en 1519. Mediante la bula Sacri Apostolatus Ministerio, el Papa León X erigió el obispado llamado “Carolense” en honor de Carlos V y eligió al fraile dominico Julián Garcés como obispo y se ubicaría en la inexistente ciudad de Santa María de los Remedios en la Isla de Yucatán. La realidad es que nunca se estableció ahí, puesto que no había dicho lugar para la erección. Fue el 19 de agosto de 1524 cuando el emperador Carlos V envía una carta al papa Clemente VII en la que solicita se cambie de lugar la sede del obispado, planteando la falta de población en el territorio de Yucatán, además de que no se había establecido ni la sede ni la ciudad.
Hasta hoy no se han encontrado documentos que establezcan las causas y el proceso del por qué se pidió la reubicación del obispado “Carolense” en Tlaxcala, pero se especula la necesidad de fortalecer más la relación de la Corona española con los tlaxcaltecas debido a la alianza para la conquista de Tenochtitlan. El 13 de octubre de 1525 Clemente VII expidió la bula pontificia Devotionis Tuae Probata Sinceritas. Translatio sedis episcopalis in oppidum Tenuxtitilan approbatur ( La probada sinceridad de tu devoción. Se aprueba el traslado a la ciudad de Tenochtitlan), con la cual se trasladó el obispado de Yucatán a Tenochtitlan. En el texto no aparece el nombre de Tlaxcala, sin embargo, este cambio tampoco se hizo efectivo.
El emperador Carlos V, conforme a la facultad concedida a la Corona española para delimitar los obispados, expide la real cédula del 19 de septiembre de 1526, que en su texto señala que la diócesis tendría 100 leguas de largo por 70 de ancho. Julián Garcés llegó a Tlaxcala el 19 de octubre de 1527, tomó posesión del monasterio franciscano y erigió como catedral a la pequeña iglesia de la Asunción.

#### El interior

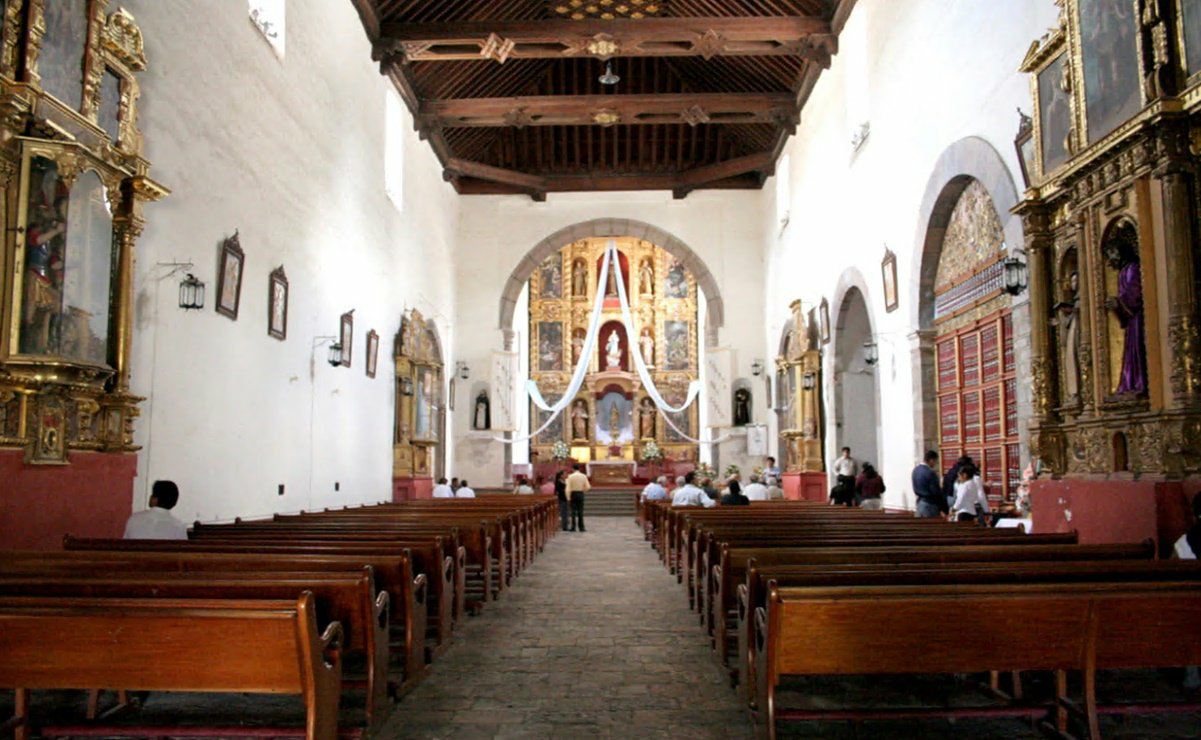
Interior de la Catedral de Tlaxcala

El techo del templo, de madera de cedro, también de artesonado con tirantes revestidos de lazos, es el ejemplo más representativo del país en cuanto a este tipo de techos se refiere, del que Angulo Iñiguez ha expresado: " El alfarje más rico al parecer es el de San Francisco de Tlaxcala. El artesonado de la nave presenta faldones lisos, mientras que el del harneruelo se encuentra cubierto de lacerías, con estrellas de a ocho en la labor ataujerada". Los tirantes se revisten también de lazos, en tanto que la decoración del arrocaba, y de los canes es ya de tipo clásico. La talla se atribuye al carpintero sevillano López de Arana, quien la ejecutó en el siglo XVIII, bajo el mecenazgo de don Diego de Tapia, quien también mandó edificar la hermosa capilla del Tercera Orden, que conserva bellos muebles tallados en madera, así como la pila de cuyas aguas se dispuso para bautizar a los cuatro senadores de Tlaxcala, además del primer púlpito de América.

#### Altar principal
El retablo principal de la Catedral está dedicado a la Virgen de la Asunción y se erigió en el siglo XVII. Entre sus once lienzos destaca el superior central que muestra el bautizo de los cuatro Señores de Tlaxcallan.

#### Capillas
- La primera capilla está dedicada al Cristo de Centli o de Cortés y tiene una escultura de pasta de maíz hecha en el siglo XVI.
- La segunda capilla data de 1664 y está dedicada a la Virgen de Guadalupe; en ella destaca un retablo de columnas salomónicas y su reja, que es un magnífico tallado de medallones inspirado en la rejería española del renacimiento.
- La tercera capilla tiene un órgano del siglo XIX, regalo de las Carmelitas Descalzas de Santa Teresa a este Convento.
- La cuarta capilla llamada de la Tercera Orden es el actual sagrario; ahí se observa, el primer púlpito de la Nueva España que tiene escrito AQUÍ TUVO PRINCIPIO EL SANTO EVANGELIO DE ESTE NUEVO MUNDO, y un retablo con la imagen de San Francisco de Asís sosteniendo tres mundos, realizada en las Filipinas en el siglo XVIII y que es considerado entre los mejores del barroco salomónico.
- En el extremo izquierdo hay una capilla dedicada a San Antonio de Padua, con un retablo de estilo barroco y pinturas alegóricas a la vida y milagros del santo.Altar de la Virgen de la Antigua. Interior de la Catedral de Tlaxcala.

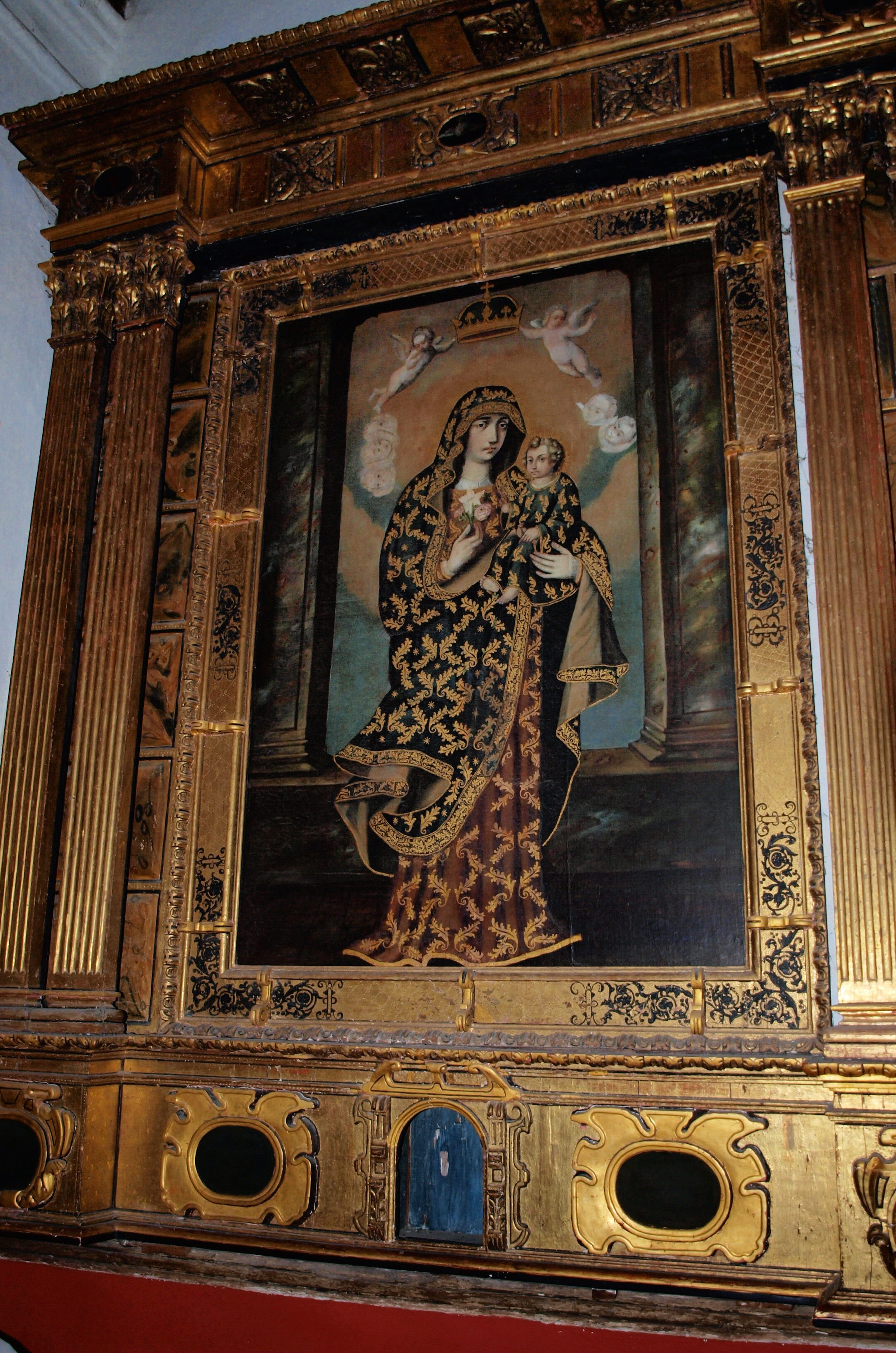
Altar de la Virgen de la Antigua. Interior de la Catedral de Tlaxcala.

#### El Sagrario
En el sagrario, revestido de hermosos retablos barrocos y notables pinturas al óleo. El retablo principal con la imagen de San Francisco de Asís sosteniendo tres mundos, realizada en las Filipinas en el siglo XVIII y que es considerado entre los mejores del barroco salomónico.  se encuentra una pila bautismal de cantera en la cual, dice una placa al frente de ella, fue donde se bautizaron los gobernantes de los cuatro señoríos de la antigua nación de Tlaxcallan, en presencia de Hernán Cortés y Pedro de Alvarado.Para ser precisos es el Pbro. Juan Díaz quien en 1520 bautizo a los 4 principales de Tlaxcala; Xicotencatl quien recibió el nombre de Vicente, Maxixcatzin el de Lorenzo, Zitlapopocatzin el de Bartólome y Tlahuexolotzin el de Gonzalo.
Además, hay un púlpito de madera con una inscripción que refiere que en ese lugar fue donde dio inicio la evangelización en Nueva España.

### Capilla del Buen Vecino

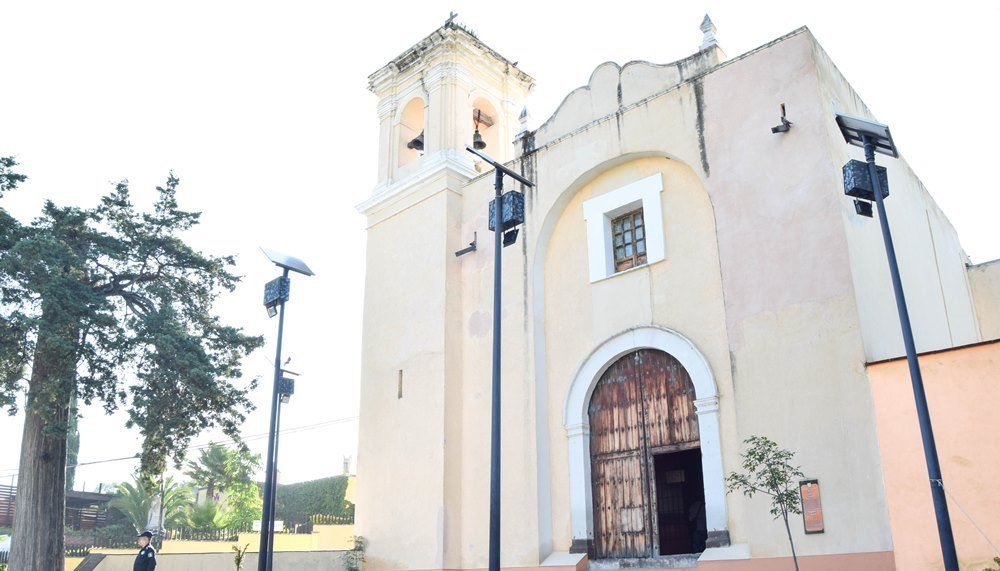
Capilla del Buen Vecino.

De líneas sencillas y estilo colonial, tiene una fachada compuesta por un pórtico de acceso, ventana coral y torre campanario de un solo cuerpo. La persona que la mandó construir era un hombre acaudalado, admirador de un Cristo milagroso, al que «el buen vecino» prestaba a sus conciudadanos para evitar el mal. De ahí el nombre de la «Capilla del Buen Vecino». Conserva un panteón y la imagen del Cristo Negro. Al frente hay una empinada escalinata que ahora se une a otra de reciente construcción y suave pendiente que se comunica con la entrada sur del gran atrio franciscano.

### Capilla Real de Indios
Durante la época colonial fueron bautizados algunos indígenas tlaxcaltecas de la nobleza. La Capilla se erigió en 1528, con la ayuda de los cuatro caciques de la antigua República de Tlaxcala. La fachada es de estilo barroco y está construida con ladrillos de la antigua torre que nunca soportó el campanario. En su parte baja se vislumbran elementos de la capilla original, como los escudos de la casa de Austria y de Castilla y León, grabados sobre piedra. Desde 1984 alberga una serie de cambios producidos a lo largo de los años ya que el inmueble sufrió un incendio en 1796 y una sacudida sísmica en 1800.

### Capilla de San Nicolás
El culto a San Nicolás de Tolentino en este sitio data del siglo XVI, como lo muestra una pequeña capilla lateral que antes tuvo techo de madera y, aunque hoy es muy austera, posee una singular belleza ya que está hecha de xalnene. La decoración del recinto original es muy diferente al construido en el siglo XIX y de este, desde la calle Xicohténcatl, se puede apreciar su fachada de cal que se corona con dos espadañas. En el interior, tiene una cúpula de pañuelo y hay un lienzo de la Virgen de la Luz del siglo XVIII y un altar neoclásico.

## Cultura

### Museos

#### Museo de la Memoria

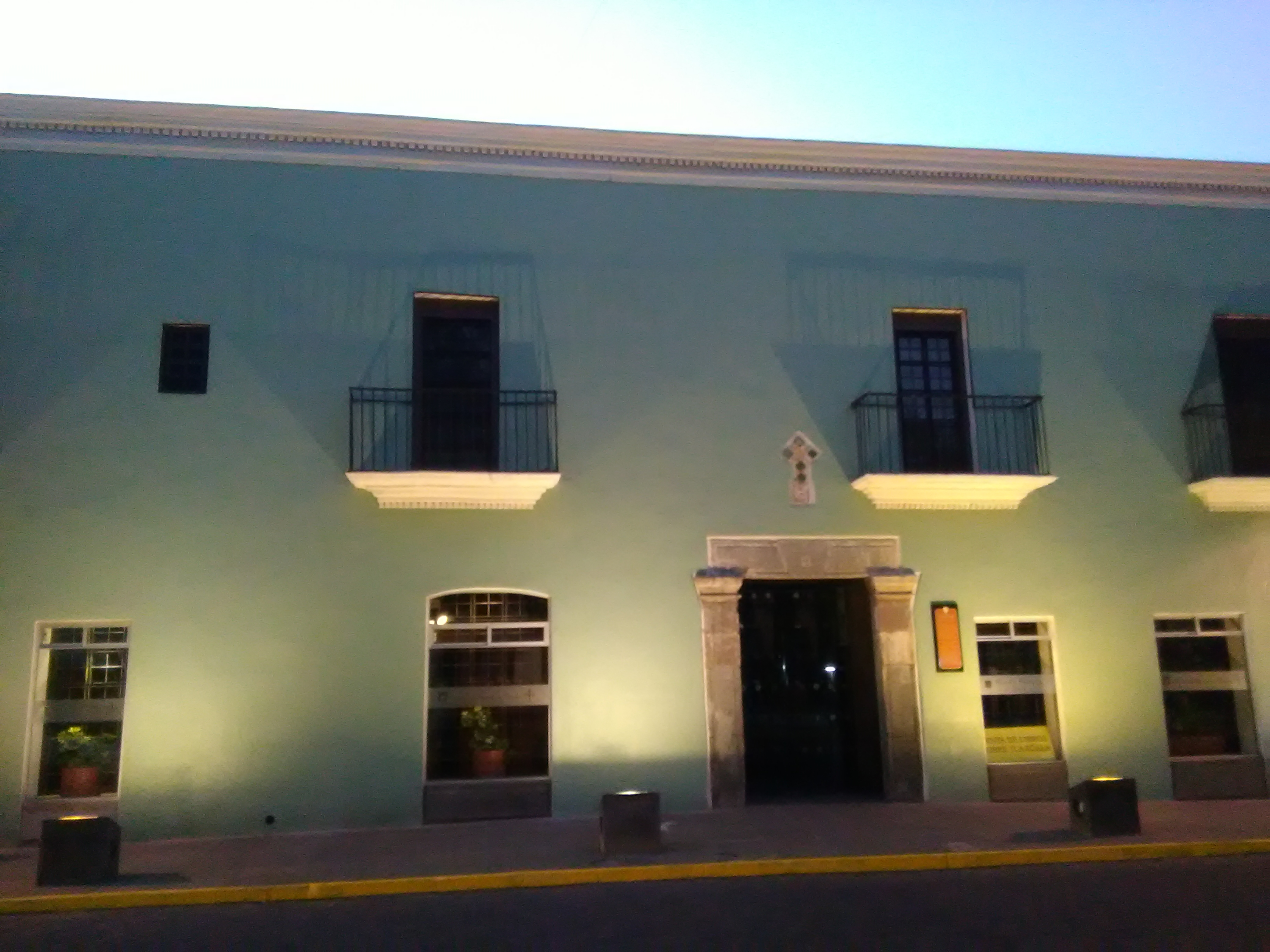
Museo de la Memoria.

Fue adaptado a partir de una casa de congregación franciscana, en él se exhiben documentos que hablan de la historia y desarrollo de Tlaxcala.

#### Museo Miguel N. Lira
Se ubica en los antiguos talleres gráficos del estado, está dedicado al famoso escritor tlaxcalteca Miguel N. Lira donde se exhiben objetos personales y fotografías familiares.

#### Museo de Arte

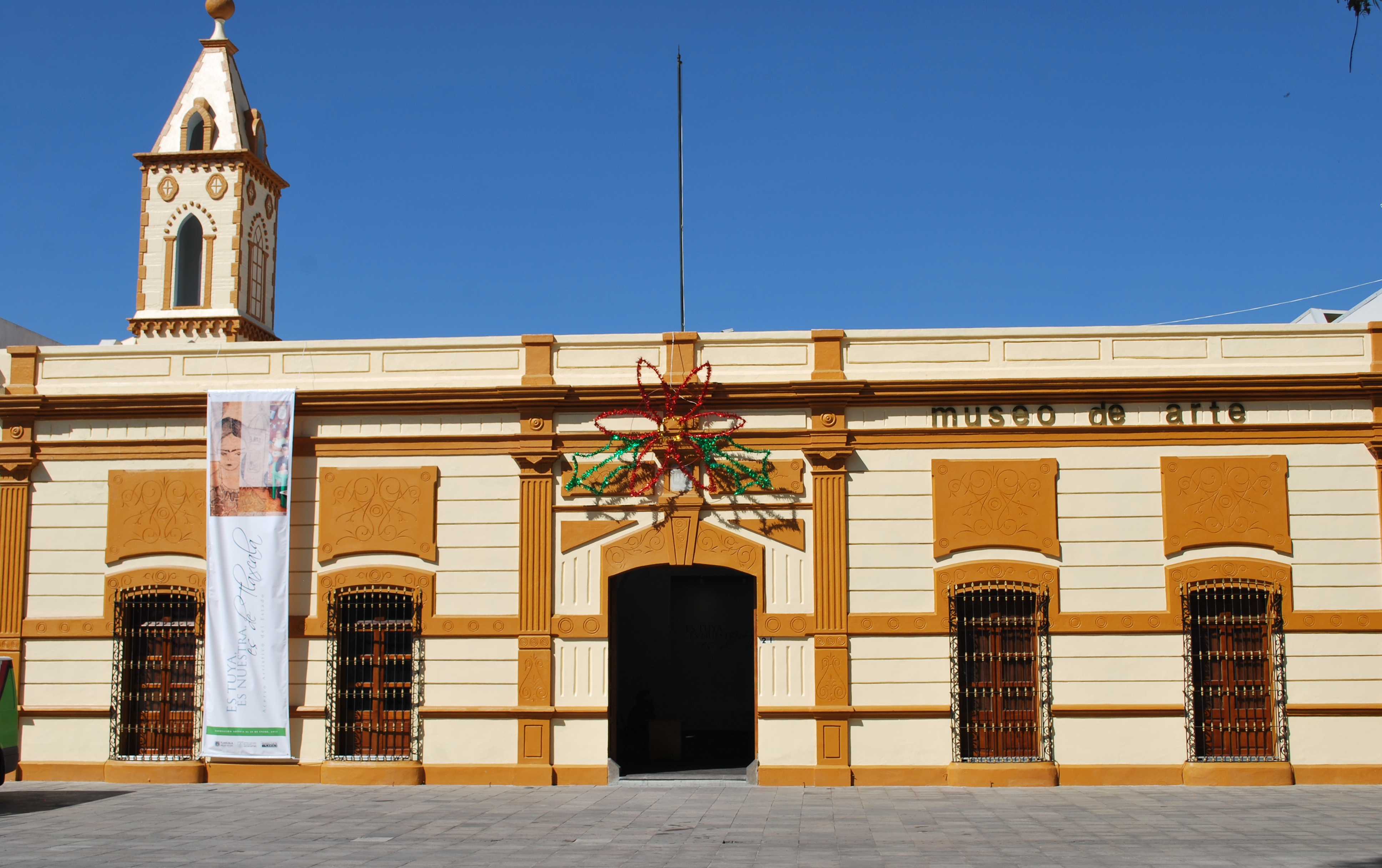
Museo de Arte.

Se encuentra en una antigua casona de la época colonial que funge como un espacio reservado para las nuevas manifestaciones de artes plásticas.
Se puede admirar una colección de obras pictóricas de la artista mexicana Frida Kahlo, las obras abarcan su etapa temprana y poco conocida entre los años de 1923 y 1927.

#### Museo Regional
Destacan las piezas prehispánicas encontradas en las zonas arqueológicas de Xochitécatl y Cacaxtla, además, existe una serie de lienzos de santos de la época Colonial.

#### MUVART
El Museo Vivo de Artes y Tradiciones Populares fue construido en la que fuera la casa oficial del gobernador del estado, se exhiben más de 3,000 piezas de artesanos tlaxcaltecas, además, existe una pequeña tienda donde pueden adquirirse artesanías representativas del municipio como los bastones de Tizatlán y jarros de Atlahapa.

### Centros de cultura

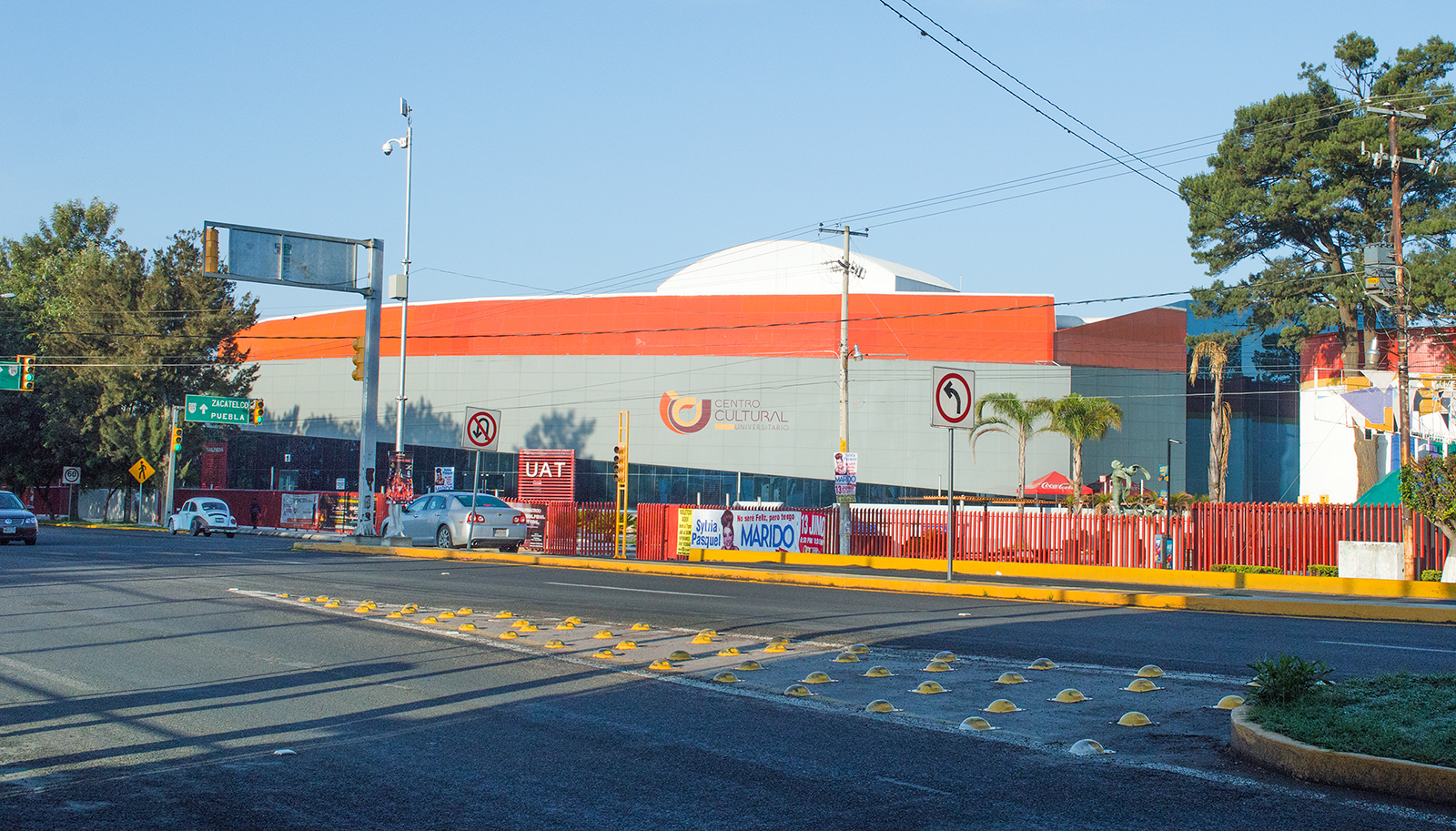
Centro Cultural Universitario.

Casa de la cultura José Miguel Guridi y Alcocer: es un recinto de manifestación cultural para los habitantes de la ciudad, es administrado por la alcaldía.
Centro Cultural Universitario pertenece a la Universidad Autónoma de Tlaxcala, se presentan obras de teatro, conciertos musicales, obras musicales y eventos propios de la Universidad.
Palacio de la Cultura: Fue construido en 1939 y ha sido ocupado para diversos usos. La fachada está decorada con petatillo y su estilo es neoclásico tardío. Las paredes del Instituto albergan todo el año exposiciones realizadas por artistas del estado, así como itinerantes de la República en las ramas de pintura, fotografía y plásticas.
Centro Cultural ISSSTE Tlaxcala.
Casa de las artesanías (Parque del artesano).

### Salas de cine y fototecas
- La Sala de Cine Miguel N. Lira proyecta lo mejor de la cinematografía cultural nacional e internacional.[104][105]
- Archivo Histórico del Estado de Tlaxcala alberga un amplio catálogo de fotografías históricas del estado de Tlaxcala.[106]

### Teatros y auditorios
- Teatro Xicohténcatl fue inaugurado el 5 de mayo de 1873, desde 1886 hasta 1985 ha tenido diversas remodelaciones, en el año 2000 fue remodelado tanto en su arquitectura como en su equipamiento.[63] Aquí se presentan obras de teatro, música, danzas clásica, folclórica y contemporánea, recitales, cuentos musicales, conferencias y presentaciones de libros.[64]
- Teatro IMSS fue inaugurado el 24 de febrero de 1974, diseñado por el arquitecto Alejandro Prieto. En sus instalaciones se realiza obras de teatro, música, danza, espectáculos infantiles, festivales, conferencias y asambleas.[107]
- Teatro Universitario fue construido entre 1983 y 1984 e inaugurado en marzo de 1984.[108] En este lugar realizan diversas manifestaciones del arte como: obras de teatro, danza, música, espectáculos infantiles, festivales, conferencias, asambleas y graduaciones.[109]
- Auditorio del DIF Estatal.
- Auditorio Museo de Arte de Tlaxcala.[110]

- Centro Expositor:La ciudad cuenta con el complejo «ADOLFO LÓPEZ MATEOS» que es sede de la Feria de Tlaxcala, además alberga diferentes tipos de eventos como: foros, congresos, conciertos, etc.[111] El centro expositor cuenta con: centro de convenciones, lienzo charro, palenque, salones y explanada.[112]

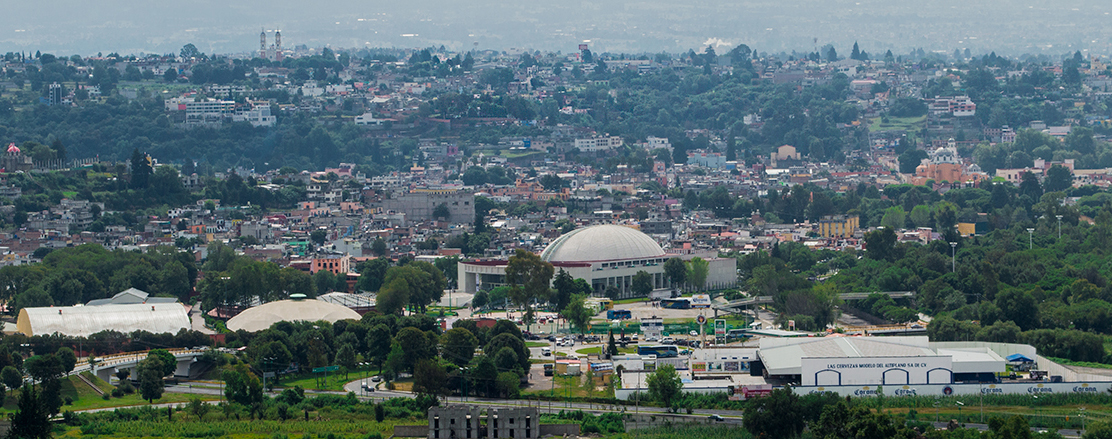
Centro expositor, sede de la feria de Tlaxcala.

### Sitios de interés
- Escalinatas de Tlaxcala nombrado también como Escalinata de los Héroes, cuenta con 250 escalones, que conducen a un mirador donde se aprecia una hermosa vista de la ciudad incluyendo el centro histórico. Al final de la escalinata se encuentra la estatua de Xicohténcatl Axayacatzín y una estación de radio.[113] Por los escalones corre agua y de noche la iluminación hace de este espacio un lugar muy atractivo.[114]

## Ciudades hermanas
La ciudad de Tlaxcala de Xicohténcatl está hermanada con las siguientes ciudades alrededor del mundo:
- Salé, Marruecos (1997).[115][116]

- Medellín, España (1997).[115]
- Munébrega, España (1997).[115]
- Mejicanos, El Salvador (1998).[115]
- Pamplona, España (2005).[115]
- Incheon, Corea (2007).[115][117]
- Saltillo, México (2009).[115][118]
- Villa de Álvarez, México (2010).[115][119]
- Chilpancingo, México (2010).[115]
- Ixtaczoquitlán, México (2012).[115][120]
- Aguascalientes, México (2018)[115]
- México Puebla (2018)[121][122][123][124]
- Bustamante, México (2018)
- Guadalupe, México (2019).[115]
- Xochimilco, México  (2020).[125][126]
- Iztapalapa, México  (2021).[122][123][124]